# Dettelbach (Dettelbach)
Dettelbach ist der Hauptort der Stadt Dettelbach im unterfränkischen Landkreis Kitzingen in Bayern. Er bildet heute, als einwohnerreichster und größter Gemeindeteil, den Mittelpunkt der politischen Gemeinde Dettelbach. Durch die Fürstbischöfe von Würzburg stieg der ehemalige Meierhof im 15. Jahrhundert zu einer städtischen Siedlung auf. Die Förderung machte Dettelbach zu einem Amtssitz mit zentralem Charakter für die Orte der Umgebung. Erst im 19. Jahrhundert verlor die Stadt diese Funktionen.
Bekannt ist die Stadt insbesondere für ihre jahrhundertealte Wallfahrtstradition. Seit dem 16. Jahrhundert suchen Menschen ein vermeintlich wundertätiges Gnadenbild auf. Im Zuge der Gegenreformation wurde diese Pietà im beginnenden 17. Jahrhundert mit einer Kirche umgeben. Noch heute bildet die Wallfahrt zur Dettelbacher Maria-im-Sand-Kirche das bedeutendste Anlaufziel für Pilger in der Diözese Würzburg. Die Wallfahrt brachte dem Ort Reichtum. In Dettelbach siedelten sich Wachszieher für die Votivkerzenproduktion an, die auch Honig produzierten und eine eigene Lebkuchentradition etablieren konnten.
Neben der Wallfahrt zieht heute auch die erhaltene, frühneuzeitliche Altstadt Touristen an. Kunsthistorisch besonders bedeutsam ist das Rathaus im Zentrum der Siedlung. Der Weinbau spielt heute keine wirtschaftliche Rolle mehr, ist aber für die kulturelle Identität der Stadt von einiger Bedeutung. Dettelbach bildet durch seine Lage am Main das Verbindungsstück zwischen der Weinbaustadt Volkach und der alten Weinhandelsstadt Kitzingen, weswegen insbesondere der Fahrradtourismus eine große Rolle spielt.

## Geografische Lage

### Geografie und naturräumliche Lage

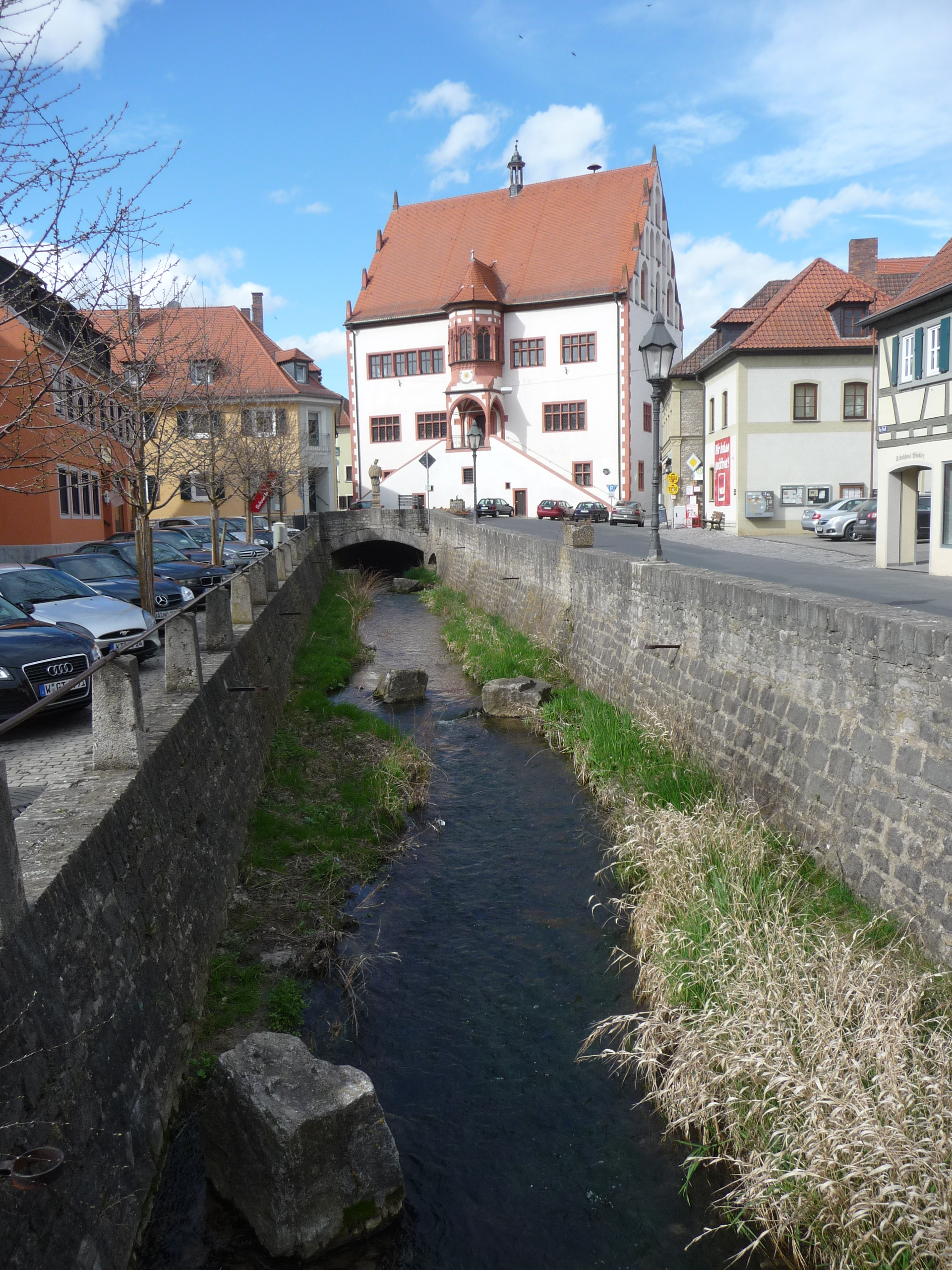
Der Dettelbach im Zentrum der Altstadt, dem Alten Rathaus

Dettelbach liegt im Südosten des Gebietes der politischen Gemeinde. Die Ortsteile ordnen sich halbkreisförmig um die Stadt an. Im Norden beginnt die Gemarkung von Brück, nordnordöstlich ist Neuses am Berg zu finden. Im Osten beginnt das Gebiet des Marktes Schwarzach am Main, der einzige linksmainische Ortsteil Schwarzenau liegt Dettelbach am nächsten. Südöstlich, getrennt durch den Main, erhebt sich Hörblach, das ebenfalls ein Schwarzacher Ortsteil ist. Im Süden, ebenfalls auf der anderen Mainseite, ist der Dettelbacher Ortsteil Mainsondheim zu finden. Südsüdwestlich stoßen die Gemarkungen der Gemeinde Mainstockheim und Dettelbach aneinander. Im Uhrzeigersinn schließen sich die Dettelbacher Gemeindeteile Bibergau (Westen), Euerfeld (Nordwesten) und Schernau (Nordnordwesten) an.
Nächstgelegene, größere Städte sind Kitzingen, mit einer Distanz von etwa 7 Kilometern und Volkach, das ungefähr 8 Kilometer entfernt ist. Die nächste Großstadt ist das 17 Kilometer entfernte Würzburg.
Naturräumlich liegt Dettelbach am Übergang zweier Räume innerhalb der Mainfränkischen Platten. Der Großteil der Altstadt und der Neubaugebiete sind im Kitzinger Maintal zu finden, das sich als Flusstalabschnitt mit steilem Westhang und flachem Osthang präsentiert. Bei Dettelbach geht der Talabschnitt langsam in das Schwarzacher Becken über, sodass insbesondere die östlichen, flussnahen Bereiche der Gemarkung wesentlich flacher erscheinen. Die nördliche Gemarkung ist dagegen Teil der Gäufläche im nördlichen Maindreieck. Die Landschaft zeichnet sich durch ihre kleinen Bäche aus, die ohne tiefe Kerbtäler zu bilden, in Richtung Main abfließen.
Die Stadt liegt in der Maingauklimazone, die zu den trockensten und wärmsten Klimazonen in Deutschland zählt. Das erklärt auch den Weinbau in der Umgebung. Das Kleinklima im Kitzinger Maintal verstärkt diese Tendenzen weiter. Insgesamt gibt es hier entlang des Maines relativ geringe Jahresniederschläge, zugleich weist das Gebiet im Sommer ein sehr hohes Temperaturmittel auf. Geologisch überwiegen auf der Westseite des Maines Lösssande, der Anstieg zu den Gäuflächen wird von Lösslehm dominiert.
Hydrologisch wird Dettelbach vom Main geprägt. Der Fluss fließt in einem langgestreckten Bogen von Osten nach Süden und bildet zugleich die Grenze der Gemarkung. Historisch bedeutsamer für die Stadtentwicklung als der schiffbare Strom ist allerdings der namensgebende Bach Dettel (oder Dettelbach). Er fließt von Norden her kommend in Richtung der Altstadt und versorgte mehrere zur Stadt gehörigen Mühlenbetriebe. Der Dettelbach teilt bis heute die Altstadt in zwei Teile und mündet schließlich bei Flusskilometer 294 in den Main.
Daneben prägen mehrere kleinere Gewässer die Gemarkung von Dettelbach. Der Gembachsgraben mündet aus westlicher Richtung in der Dettelbach, genauso wie der Bibergauer Mühlbach, der sich bereits am Rande der nördlichen Altstadt mit dem Dettelbach vereinigt. Südlich fließt der Tirschgraben direkt in den Main. Außerdem bildet der Rotamergraben den Grenzbereich zur Gemarkung der Gemeinde Mainstockheim. Der Osten der Gemarkung wird dagegen von mehreren, unbenannten Gräben durchzogen, die teilweise unterirdisch geführt werden.

### Ortsgliederung
Die Dettelbacher Altstadt liegt im Süden der Gemarkung. Sie war ein mittelalterlicher und frühneuzeitlicher Verkehrsknotenpunkt mit zeitweise fünf Toren, von denen sich noch zwei erhalten haben. Die Altstadt weist eine markante Zweiteilung auf, der ältere Ostteil wird von der Pfarrkirche dominiert, im Westen siedelte man das Spital an. Der Dettel-Bach, der der Stadt den Namen gab, fließt mittendurch. Die Stadt blieb viele Jahrhunderte auf das ummauerte Areal beschränkt. Lediglich ganz im Norden entstand vor dem Dreißigjährigen Krieg die sogenannte Kühngasse als Vorstadt außerhalb der Mauern. → siehe auch: Kühngasse (Dettelbach)

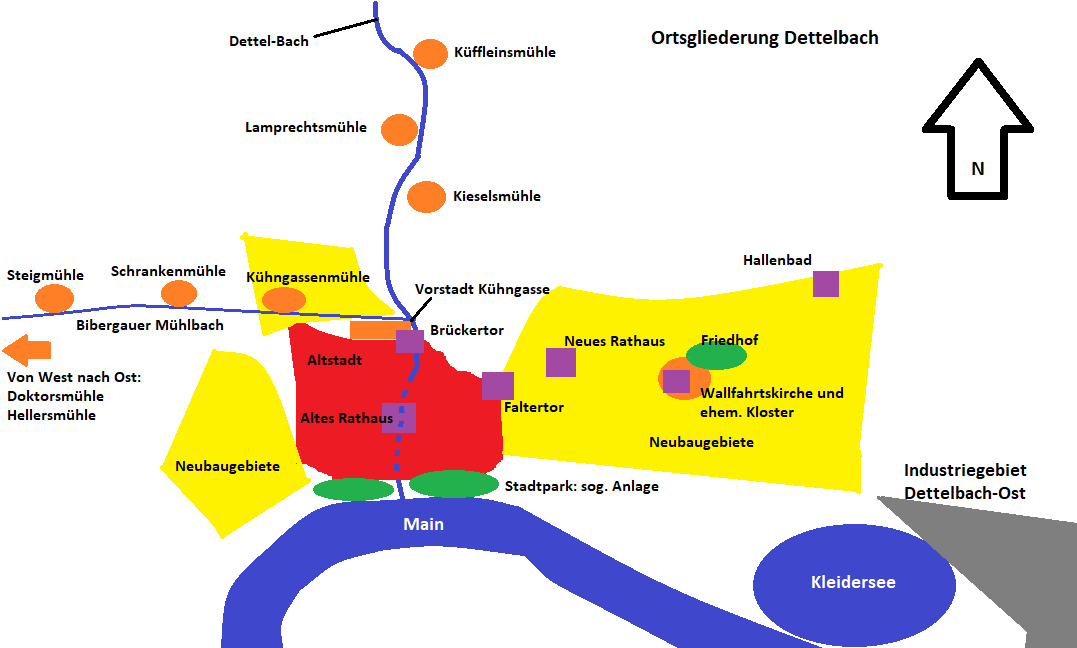
Gliederung der Dettelbacher Kernstadt und ihrer Gemarkung

Seit dem 16. Jahrhundert besteht die Wallfahrt zur heiligen Muttergottes von Maria im Sand. Die Wallfahrtskirche liegt heute, östlich der Altstadt, inmitten der Neubaugebiete des 20. Jahrhunderts. Bereits im 19. Jahrhundert wuchs die Stadt insbesondere im Nordwesten und Osten aus der Ummauerung heraus. Zwischen Altstadt und Wallfahrtskirche entstand ein kleines Krankenhaus und die Verwaltungsbauten für das Landgericht Dettelbach. Um die Wallfahrtskirche legte man, ebenfalls im 19. Jahrhundert den städtischen Friedhof an.
Die nördliche Gemarkung Dettelbachs wird noch heute von den charakteristischen Mühlenbauten dominiert. Der Dettel-Bach und der Bibergauer Mühlbach trieben zeitweise zwölf Mühlen an, von denen heute keine mehr in Betrieb ist. Im Jahr 1900 wurde in unmittelbarer Nähe zur Kühngassenmühle der Bahnhof Dettelbach Stadt eingeweiht. Er verband den Ort mit der Haltestelle Dettelbach Bahnhof, der auf Effeldorfer Gemarkung verortet ist. Das Bahnhofsgebäude ist seit 1960 entwidmet und zum Wohnhaus umgewandelt.
Dettelbach besitzt ein großes Industriegebiet, das etwas entfernt von der Altstadt im äußersten Südosten der Gemarkung am Main errichtet wurde und den Namen Dettelbach-Ost trägt. Zuvor hatte man im gleichen Areal die Staustufe Dettelbach im kanalisierten Main erbaut. Im Zuge der Stauung entstand der sogenannte Kleidersee südöstlich der Altstadt. Es handelt sich um einen Baggersee, der nach wie vor vergrößert wird. Die einzige, größere Parkanlage liegt südlich der Altstadt und verbindet diese mit dem Main.
Um die heutige Stadt existieren auch landwirtschaftlich genutzte Gebiete. Die Weinberge beschränken sich heute weitgehend auf die südlich der Stadt aufragenden Herz-Jesu-Höhe, Josefshöhe und den Krackenberg. Ausgedehnte Feldflächen schließen sich im Nordosten der Altstadt unmittelbar an die bebauten Areale an. Insbesondere der Galgenberg, der historische Richtplatz der Stadt, und der Geißberg im Osten des Stadtgebiets werden von Getreidefeldern dominiert.

### Schutzgebiete
Obwohl Dettelbach viele von den Naturschutzbehörden eingetragene Schutzgebiete besitzt, besteht um die Stadt kein einziges echtes Naturschutzgebiet. Stattdessen haben sich, insbesondere entlang des Dettelbaches im Norden der Stadt, dem Bibergauer Bach und den westlichen Mainauen, viele Biotope erhalten. Insbesondere die mesophilen Gebüsche, Streuobstwiesen und Hecken stehen unter Schutz. Der Main im Süden der Altstadt wird dagegen von einem Auwaldstreifen gesäumt. Geschützt sind auch die Naturdenkmäler um Dettelbach. Es handelt sich um eine alte Hecke entlang des Wallfahrtsweges zur Sandkirche sowie einen alten Baum am Sommeracher Weg.
Das ausgedehnte Vogelschutzgebiet „Maintal zwischen Schweinfurt und Dettelbach“ endet in der Gemarkung der Stadt. Den Endpunkt bildet die Staustufe, deren Anlage die Kulturlandschaft um sie herum stark veränderte. Deshalb ist auch der Mainabschnitt zwischen Dettelbach und Mainsondheim nicht geschützt. Zu einem Fauna-Flora-Habitat erklärte man dagegen den südlichsten Abschnitt des Mains. Es ist Teil des ausgedehnten Schutzgebietes „Mainaue zwischen Grafenrheinfeld und Kitzingen“.

## Geschichte

### Vor- und Frühgeschichte
Die Umgebung von Dettelbach besitzt eine lange Siedlungsgeschichte. Allerdings haben sich in der Gemarkung der Stadt nur wenige Bodendenkmäler erhalten. Lediglich im Südwesten des Stadtgebietes ist eine größere Fläche bereits seit Jahrtausenden zumindest zeitweise dauerhaft besiedelt gewesen. Weitere Areale nördlich der Staustufe sind heute vom Wasser des Kleidersees bedeckt. Hier grub man sogar Klingen, Schaber und Kratzer der Altsteinzeit aus. Aus der mittleren Steinzeit haben sich sogenannte Mikrolithen erhalten, die darauf verweisen, dass der Main an dieser Stelle ein Rastplatz für nomadische Gruppen war.
Im Laufe der Jungsteinzeit begannen die Menschen sesshaft zu werden. Nun siedelten sich auf dem Krackenberg erstmals dauerhaft Menschen auf Dettelbacher Gebiet an. Der Siedlungsplatz an der Staustufe blieb nun während der Bronzezeit, der Urnenfelderzeit, der Hallstattzeit, der Latènezeit und der Völkerwanderungszeit nahezu durchgängig besiedelt. Geplante Ausgrabungen wurden 1978/1979 vorangetrieben, weil in den folgenden Jahren das Ausbaggern des Sees begann.
Lebten während der jüngeren Eisenzeit noch keltische Stämme in der Gegend um die heutige Stadt, wurden diese bis ins 2. nachchristliche Jahrhundert von den Alemannen verdrängt. Diese machten um das Jahr 260 den Burgunden Platz, die bis ins 4. Jahrhundert zwischen Main und Dettelbach siedelten. Ab dem 6. Jahrhundert begannen fränkische Stämme von Westen kommend in das Gebiet vorzustoßen und verdrängten die etablierte Bevölkerung langsam. Die Franken brachten das Christentum an den Main mit und etablierten erste Verwaltungsgrenzen, die sogenannten Gaue. Die Gegend um Dettelbach kam zum Gotzfeldgau. Um 700 besiedelten die Franken die Stelle der heutigen Stadt.

### Früh- und Hochmittelalter
Erstmals urkundlich erwähnt wurde Dettelbach als eine der ersten Gemeinden im heutigen Landkreis Kitzingen. Im Jahr 889 tauchte der „fiscus dominicus Thetilabah“ in der Stiftungsurkunde des Bistums Würzburg auf, die allerdings auf die Jahre 741/768 rückdatiert wird. An der Stelle der heutigen Pfarrkirche bestand ein fränkischer Meierhof, der von Leibeigenen des Königs bewirtschaftet wurde. Die Lage des Hofs auf einer Geländeerhebung diente zur Überwachung und Sicherung des südlich gelegenen Mainübergangs. Dem Hof wurden schnell die Ausbauorte Mainsondheim (= Mainsüdheim) und Ostheim (am Rennfurt) zugeordnet.
Der Meierhof in Dettelbach war kirchlich nicht selbstständig, sondern wurde der Urpfarrkirche im nahen Prosselsheim zugeordnet. In den folgenden Jahrhunderten verschwand der Hof Dettelbach allerdings aus den Quellen. Ähnlich wie bei den Orten der Umgebung wird Dettelbach dem König entfremdet worden sein, wodurch aufstrebenden Institutionen wie Klöstern oder Adelsgeschlechtern ein Zugriff auf die Besitzungen ermöglicht wurde. Um 750 soll der Meierhof an das Benediktinerinnenkloster Kitzingen gelangt sein.
Nachweisbar ist Dettelbach erst wieder im Jahr 1101. Damals erschien mit Helmrich von Tetilabach ein neuer Machtfaktor in der Region. Die Ritter bewohnten den ehemaligen fränkischen Königshof in Dettelbach und wandelten diesen in eine Burg um (Burgstall Dettelbach). Die Dettelbacher Ritter tauchten häufig in Urkunden als Zeugen auf. Sie waren als Ministeriale den Grafen von Hohenlohe zugeordnet und mussten diesen Kriegsdienste leisten. Die Grafen von Hohenlohe waren noch im 14. Jahrhundert in Dettelbach begütert.
Insbesondere der Machtverlust des Hochstifts Würzburg, das ebenfalls an der Siedlung und Burg am Main interessiert war, führte im Jahr 1357 zu einer umfassenden Verpfändung an die Ritter von Tetilabach. Sie herrschten nun über weite Teile des östlichen Maindreiecks, wobei ihr Stammsitz, die Dettelbacher Burg, den Mittelpunkt der ausgedehnten Güter bildete. 1390 besaßen sie bereits die Hälfte des Dorfes Dettelbach, wobei das Hochstift nach wie vor die Oberherrschaft beanspruchte.
Die Ritter verloren allerdings schnell an Einfluss, was vielleicht auch an biologischen Zufällen lag. Um 1560 soll das Rittergeschlecht ausgestorben sein. Um 1450 erwarb das Kloster St. Stephan aus Würzburg große Teile des ritterlichen Besitzes. Auch andere Benediktinerklöster rangen um den Einfluss in diesem Gebiet. 1475 holte sich das Kloster St. Stephan auch die alten Rechte der Benediktinerinnen von Kitzingen über Dettelbach. Gleichzeitig begann auch das Hochstift Würzburg, sich wieder vermehrt in der Region zu engagieren.

### Spätmittelalter: Stadterhebung

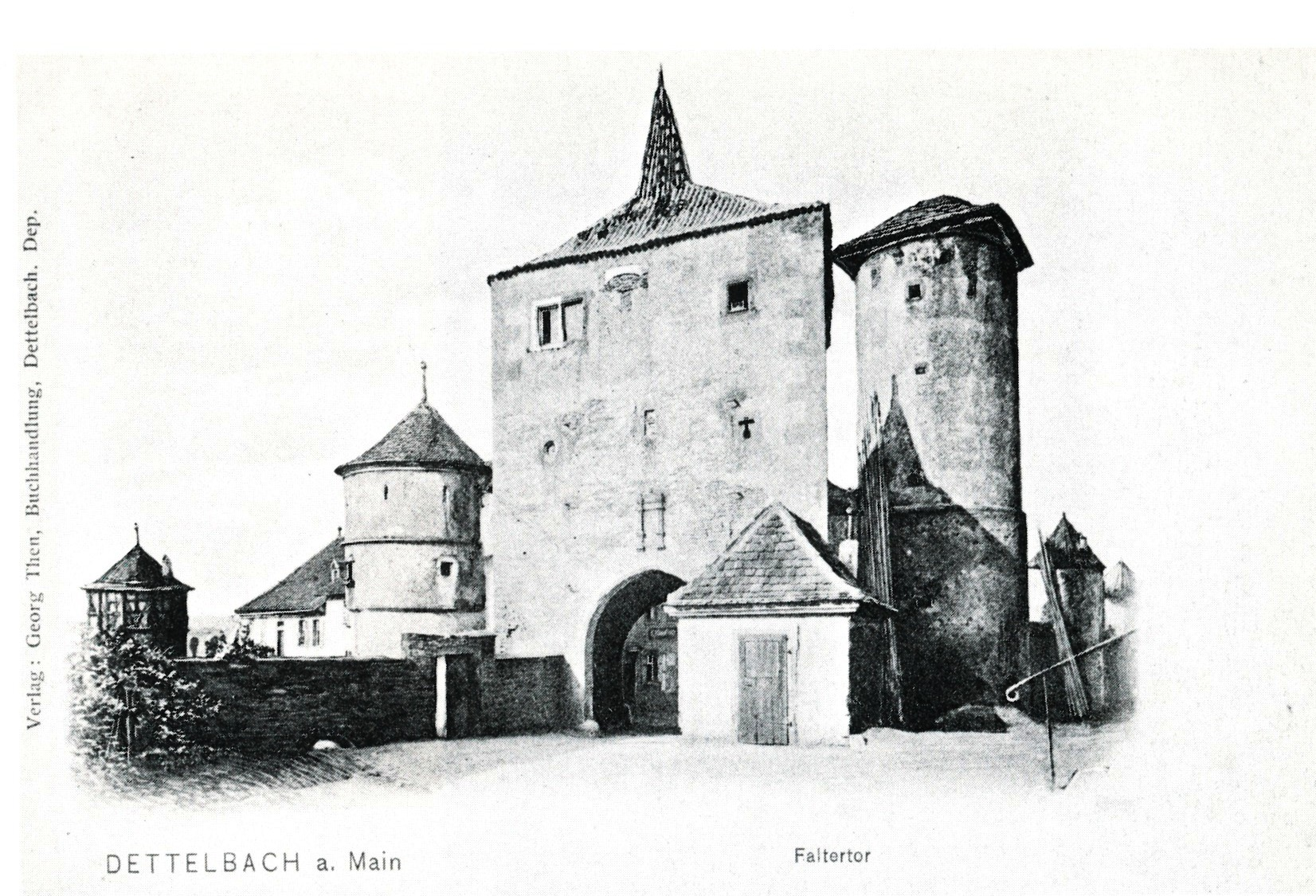
Faltertor und Männerturm entstanden im Zuge der Stadterhebung

Fürstbischof Rudolf II. von Scherenberg förderte die große Ansiedlung am Main, indem er Dettelbach 1482 eine detaillierte „Polizeiordnung“ verlieh. Um seinen Einfluss zu festigen, setzte sich der Prälat bei Kaiser Friedrich III. für die Verleihung des Stadtrechts ein. Im Jahr 1484 erhielt Scherenberg schließlich die Erlaubnis, sein Dorf Dettelbach zur Stadt zu erheben und mit dem Marktrecht auszustatten. Die Stadterhebung bildete den Beginn einer langen Blütephase, die nahezu das gesamte 16. Jahrhundert prägte.
Während des Deutschen Bauernkrieges 1525 schlossen sich die Dettelbacher den Aufständischen, die aus Stadtschwarzach die Stadt erreichten, an. Nach der Niederschlagung des Aufstandes wurden fünf Rädelsführer in der Stadt selbst enthauptet. Zwei weitere wurden in Würzburg exekutiert. Der Aufstand unterbrach die Aufwärtsentwicklung der Stadt nicht. Bereits um 1512 war das heutige Rathaus fertiggestellt worden. Es verband die ältere Burgsiedlung im Osten mit dem jüngeren, westlichen Stadtgebiet.
An die Stelle der Burg bzw. des Meierhofes war bereits seit dem Beginn des 15. Jahrhunderts ein Gotteshaus getreten. Die Augustinuskirche wurde um 1465 zur Pfarrkirche erhoben und in den folgenden Jahrzehnten ihrem neuen Rang entsprechend ausgebaut. Eine Stadtbefestigung in Dettelbach wurde 1532 erstmals erwähnt. Die Verantwortlichen nahmen sie wohl unmittelbar nach der Stadterhebung in Angriff. Dettelbach besaß fünf Tore, wobei der Handel insbesondere zwischen Würzburg und Bamberg durch das Steig- bzw. das Neutor ablief.
Dettelbach stieg im Zuge der Stadterhebung aber auch zu einem zentralen Ort auf. Rudolf von Scherenberg erklärte die Stadt auch zu einem Amtssitz für mehrere Orte der Umgebung. Zum Amt gehörten Brück, eine Hälfte von Schnepfenbach, Neuses am Berg, Mainstockheim und ab 1551 auch Hörblach. Das kleine Ostheim am Rennfurt war nur kurze Zeit Teil des Amtsbereichs und wurde noch im 16. Jahrhundert aufgegeben. Seit 1460 wurde Dettelbach sukzessive zum Sitz eines Archidiakons des Bistums Würzburg aufgebaut und erhielt auch aus kirchlicher Sicht zentralen Charakter.

### Frühe Neuzeit
Im Jahr 1506 begannen auch die ersten Pilger nach Dettelbach zu ziehen. Ihr Ziel war ein wundertätiger Bildstock mit einer Pietà. Bereits 1504 hatte der Melkendorfer Tagelöhner Nikolaus Lemmerer durch das Dettelbacher Gnadenbild Linderung von seinen Leiden erfahren. Kurze Zeit später entstand um den Stock bereits eine kleine Kapelle. Der Thesenanschlag Martin Luthers 1517 und der Beginn der Reformation unterbrachen die Dettelbach-Wallfahrt allerdings bald wieder, weil auch in der würzburgischen Stadt die neue Lehre viele Anhänger fand.

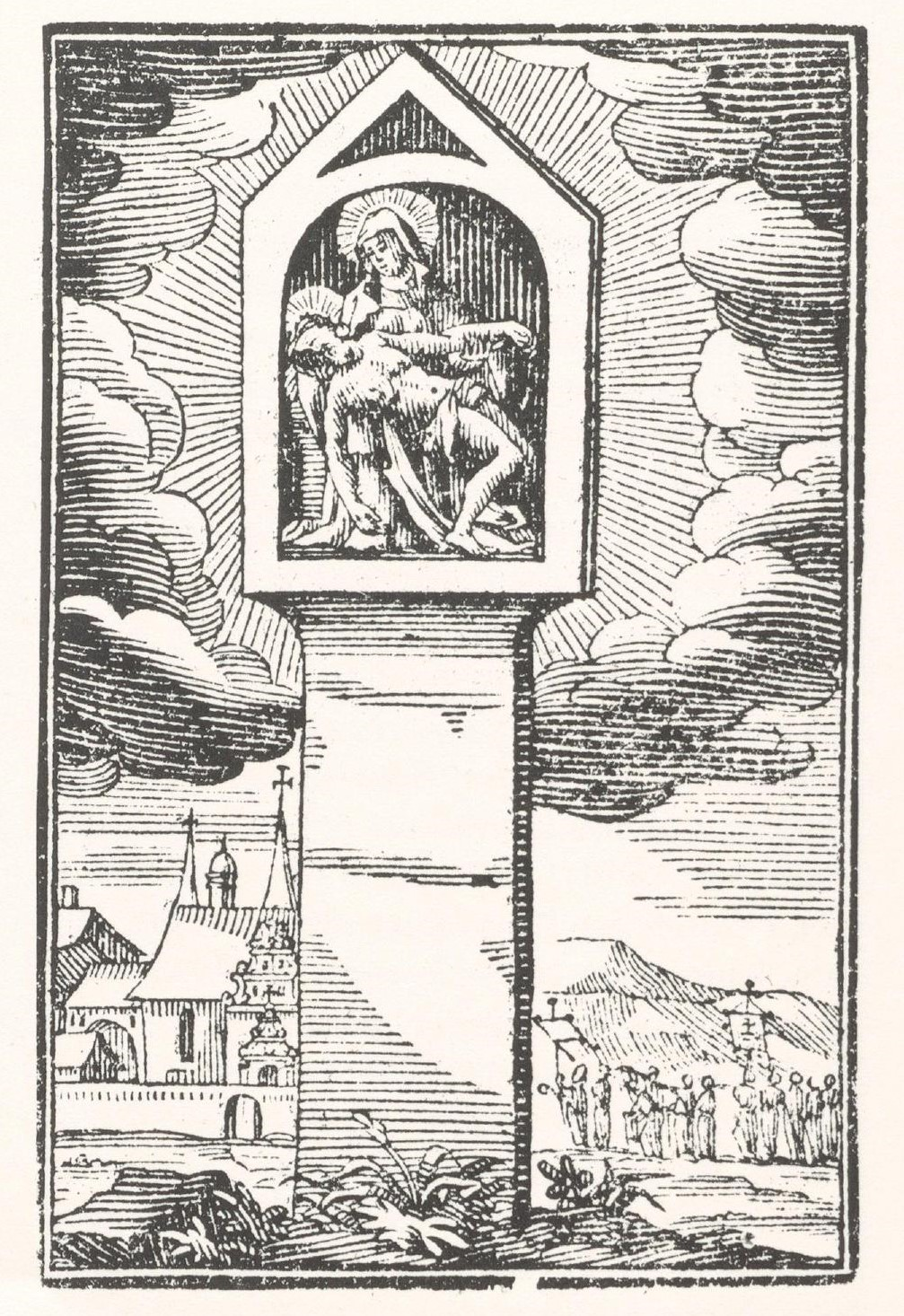
Wallfahrtsbildchen mit der Dettelbacher Pietà aus der Zeit um 1715

Eucharius Sang, der Weihbischof des Würzburger Fürstbischofs, schrieb 1608 über Dettelbach und seine Wallfahrt: „[E]s hatte seine Berühmtheit und seinen Ruf in den verflossenen Jahren fast vollständig verloren, damals in Franken und ganz Deutschland der katholische Glaube und religiöses Leben fast erloschen war.“ Erst der Regierungsantritt des Bischofs Julius Echter von Mespelbrunn änderte diese Situation. Durch Zwangsmaßnahmen führte er die meisten Einwohner zum Katholizismus zurück und ließ die übrigen aus der Stadt weisen. Echter gilt auch als der Erneuerer der Wallfahrt, für die er eine große Kirche erbaute. Um die Pilgerströme zu betreuen, siedelte er ein Kloster der Franziskaner neben der Kirche Maria im Sand an.
Die Wallfahrt, die bald zur wichtigsten im Würzburger Bistum aufsteigen sollte, veränderte das frühneuzeitliche Dettelbach grundlegend. Es entstanden Gaststättenbetriebe in der Stadt, die den Reisenden Herberge bieten konnten. Außerdem siedelten sich Wachszieher für die Kerzenproduktion an. Die Wallfahrt führte zu einem wirtschaftlichen Aufschwung, der allerdings durch den Dreißigjährigen Krieg einige Zeit unterbrochen wurde, aber nach dem Ende der Auseinandersetzung wieder auflebte.
Nachdem Dettelbach auch nach Kriegsausbruch noch einige Jahre von Kampfhandlungen verschont blieb, eroberten im Jahr 1631 die protestantischen Schweden das katholische Fürstbistum. Die Stadt wurde kampflos übergeben, weil die mittelalterlichen Stadtmauern den Geschützen der Schweden nichts entgegenzusetzen hatten. Aufgrund der Nähe Dettelbachs zum Mainübergang bei Schwarzenau richtete das schwedische Heer eines seiner Hauptquartiere in der Stadt ein. Es kam zu Plünderungen, sodass auch der Franziskanerkonvent bei der Wallfahrtskirche nur noch von wenigen Mönchen besetzt war.
Erst 1648 endete der lange Krieg. Während der dreißigjährigen Auseinandersetzung hatten viele Orte aber Gelübde abgelegt. Sie wollten in besseren Zeiten zur Dettelbacher Madonna pilgern. Deshalb profitierte insbesondere die Wallfahrt vom Kriegsende. Dettelbach wuchs, vor allem die westlichen Stadtteile wurden mit Steinbauten bereichert. Vor dem Krieg war noch der Fachwerkbau vorherrschend gewesen. Das Wachstum führte zu einer vermehrten Rodungstätigkeit auf den Fluren der Gemeinde. Bis 1795 verschwanden fast alle größeren Waldungen.

### Neuzeit: In Bayern
Nachdem Napoleon Bonaparte im Jahr 1802 die linksrheinischen Gebiete, die zu Bayern gehörten, seinem neuen Kaiserreich zugeschlagen hatte, musste er die Verbündeten Bayern irgendwie entschädigen. Dies gelang ihm, indem er die seit dem Mittelalter existierenden geistlichen Territorien 1803 säkularisierte und in Kurpfalzbayern eingliederte. Dettelbach, Teil des alten Hochstifts Würzburg, wurde bayerische Stadt. Mit dem Frieden von Preßburg erhielt am 26. Dezember 1805 Ferdinand, Großherzog von Toskana, Würzburg. Er errichtete das Großherzogtum Würzburg, das allerdings nur wenige Jahre Bestand hatte.

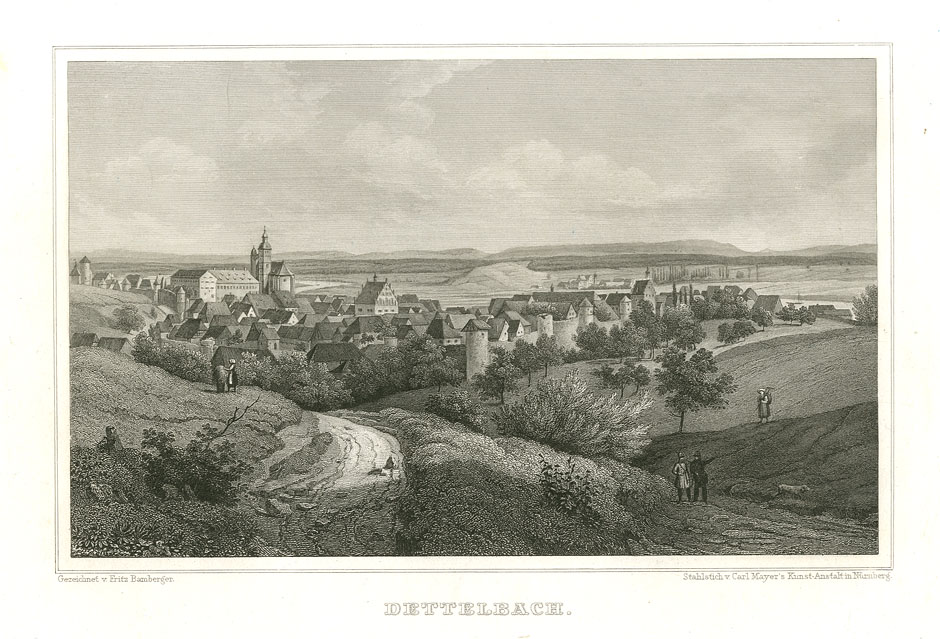
Noch 1847 ist das Stadtgebiet noch weitgehend auf die mittelalterliche Altstadt beschränkt. Stahlstich nach Fritz Bamberger

Nach Absprachen zwischen Österreich und dem jungen bayerischen Königreich verließ Ferdinand 1814 Würzburg. Am 21. Juni 1814 wurde die Stadt und damit ihr Umland endgültig Teil des Königreichs Bayern. Trotz der Zwischenzeit im Würzburger Großherzogtum erhielt Dettelbach ein Landgericht und ein Rentamt. 1811 war Dettelbach Sitz eines Dekanats geworden, das aus dem alten Archidiakonat entstand. Damit gelang es der Stadt sich die jahrhundertealte Zentralität zu bewahren. Die Folge war neuerliches Wachstum. 1844 wurde vor dem Steigtor das erste Haus gebaut und die Befestigung endgültig ihrer ursprünglichen Schutzfunktion beraubt. → siehe auch: Dekanat Dettelbach
Bereits 1862 muss aber die Stadt die Funktion als Landgerichtssitz aufgeben. Stattdessen wird das nahe Volkach nun zum Hauptort aufgewertet. In den folgenden Jahrzehnten setzte sich der Bedeutungsverlust weiter fort. 1872 gelangte die Stadt und ihr Umland an das Bezirksamt Kitzingen. In den 1870er Jahren beginnt man damit, drei der fünf Stadttore abzureißen. Um die Stadt siedelten sich weitere Menschen an. Im Jahr 1885 beginnt der Aufbau der Sternbräu vor dem Faltertor, 1899 errichtete man in Sichtweite außerdem das neue Amtsgerichtsgebäude, das heute als Rathaus dient.
Mit dem Bau der Lokalbahn Dettelbach Bahnhof-Dettelbach Stadt wurde die Stadt im Jahr 1900 an den Eisenbahnverkehr angeschlossen. Die Nebenstrecke zweigt bei Effeldorf von der Hauptstrecke ab und endet am Bahnhof im Nordwesten der Altstadt. Bereits 1960 wurde die Strecke stillgelegt. Im Jahr 1908 erhielt Dettelbach ein eigenes Krankenhaus, das noch bis in Betrieb blieb. Im gleichen Jahr gelang der Bau einer Wasserleitung und die Anlage einer Kanalisation. 1910 war Dettelbach an das Stromnetz angeschlossen worden.
Mit der Verlegung des Rentamtes 1914 nach Kitzingen verlor Dettelbach weitere zentrale Funktionen. 1943 folgt mit dem Amtsgericht die letzte überörtliche Behörde. Im Ersten Weltkrieg starben insgesamt 96 Dettelbacher, im Zweiten Weltkrieg verlor die Stadt 123 Männer. Die Zwischenkriegszeit ist von der Kanalisierung des sogenannten „Rinnenbachs“ geprägt, der bisher offen durch die Altstadt floss. Die Altstadt selbst wird erst 1956 bis 1958 entlastet, als die Umgehungsstraße errichtet wurde.
1962 wurde die ehemalige Synagoge abgebrochen. Die jüdische Gemeinde, die seit dem Jahr 1423 urkundlich in der Stadt nachweisbar ist, besaß das Bethaus seit dem Jahr 1862. Hier war auch eine Schule mit zwei Räumen und die Vorsängerwohnung untergebracht. Nachdem im Jahr 1900 noch über 100 Personen jüdischen Glaubens in der Stadt gelebt hatten, sank ihr Bevölkerungsanteil in den folgenden Jahrzehnten. 1933 hatte die Dettelbacher Gemeinde allerdings noch 39 Mitglieder. Kein Gemeindemitglied überlebte den Holocaust. → siehe auch: Jüdische Gemeinde Dettelbach und Jüdischer Friedhof (Dettelbach)
In den 1970er Jahren gelang es Dettelbach wieder zum zentralen Ort für die Gemeinden des Umlandes aufzusteigen. Durch die Gemeindegebietsreform in Bayern kamen zwölf Ortsteile aus neun ehemaligen Gemeinden an die Stadt, die nun zum Hauptort der Großgemeinde wurde. 1984 wurde mit dem Kreiskrankenhaus Dettelbach auch die medizinische Versorgung in die größeren Orte Kitzingen bzw. Volkach verlegt. Die Stadt ist heute als Grundzentrum Teil der Planungsregion Würzburg.

### Ortsname
Der Ortsname Dettelbach spielt auf die Lage des Ortes am gleichnamigen Bach an. Die Endung -bach verweist auf eine Gründung in den Jahrhunderten nach der fränkischen Landnahme, als diese Benennungen nach den kleineren Flüssen in Mode kam (sogenannte Mündungsnamen). Dettelbach wurde wohl im 8. Jahrhundert besiedelt. Das Präfix Dettel- wird von der älteren Literatur mit einem Frankenherzog Dietlieb in Verbindung gebracht. Die jüngere Ortsnamenforschung verweist auf einen Frauennamen und setzt Dettelbach mit der Merowingerin „Theudila“ bzw. „Theatila“ in Beziehung. Neuere Untersuchungen verweisen auf eine Ableitung vom Wort tändeln, was einen spielerisch geschwungenen Bach beschreiben würde.
Erstmals urkundlich erwähnt wurde „Thetilabach“ im Jahr 741. Die Bezeichnung hat sich in einer Urkunde des Jahres 889 erhalten. Der Ortsname wurde von der Familie der Ritter von Tetilabach das Mittelalter hindurch ebenfalls aufgegriffen. Der Name war viele Jahrhunderte lang großen Veränderungen ausgesetzt. 923 tauchte der Name „Tettilebah“ auf, 1040 wurde „Tettilbach“ genannt. Im Jahr 1383 nannte man den Ort „Tettelbach“. Der heutige Name entstammt einer Urkunde von 1487.
In den Schwänken von Hans Sachs wurde der Handlungsort „Dötschelbach“ genannt. Sachs spielt damit auf das frühneuhochdeutsche „dötsch“ an, das als früher Neckname die vermeintliche Dummheit der hier lebenden Menschen beschreiben soll. Die Dettelbacher werden bis heute im Umland mit Necknamen belegt. Die Nähe zum Main führte zur Bezeichnung als Mainscheißer (mfr. Mee'schaißər) und das vermeintliche Defäkieren in den Fluss.

### Verwaltung und Gerichte
| Die folgenden Verwaltungseinheiten waren der Stadt Dettelbach übergeordnet. - bis 1803: Amt Dettelbach im Hochstift Würzburg - bis 1862: Landgericht älterer Ordnung Dettelbach im Untermainkreis, ab 1837 Unterfranken - bis 1872: Bezirksamt Volkach in Unterfranken - bis 1972: Bezirksamt Kitzingen, ab 1939 Landkreis Kitzingen in Unterfranken - ab 1972: Hauptort der Stadt Dettelbach, Landkreis Kitzingen, Unterfranken | Gerichtlich unterstand Dettelbach folgenden Instanzen. - bis 1803: Zentgericht Kitzingen im Hochstift Würzburg - bis 1862: Landgericht älterer Ordnung Dettelbach - bis 1879: Landgericht Dettelbach im Landgerichtsbezirk Würzburg - bis 1943: Amtsgericht Dettelbach im Landgerichtsbezirk Würzburg - ab 1943: Amtsgericht Kitzingen im Landgerichtsbezirk Würzburg |

### Wappen
| Wappen von Dettelbach | Blasonierung: „In Silber eine rote Burg mit zwei Zinnentürmen, in deren offenem Tor ein wachsender, rot gekleideter Bischof mit silbernem Untergewand, in der Linken den goldenen Krummstab haltend, die Rechte zum Segen erhoben; darunter ein von Blau und Rot geteiltes Schildchen; oben eine schräg gestellte, eingekerbte, von Silber und Rot gevierte Fahne an goldener Stange, unten ein silberner Wellenbalken.“ |
| Wappen von Dettelbach | Wappenbegründung: Der Würzburger Bischof Rudolf von Scherenberg (1466–1495) bat Kaiser Friedrich III., Dettelbach zur Stadt zu erheben. Die Stadtrechte wurden darauf 1484 verliehen. Aus dem Jahr 1498 ist ein Siegelabdruck bekannt, dessen Darstellung bereits das Wappen zeigt und das sich im 15. und 16. Jahrhundert in vorhandenen Bauplastiken und Wappenbüchern kaum verändert hat. Die Burg mit den Zinnentürmen ist ein Hinweis auf den Begriff Stadt. Die von Rot und Silber gevierte Fahne im kleinen Wappenschild ist das Würzburger Fähnlein des Hochstifts Würzburg. Der Bischof im Wappen weist ebenfalls auf das Hochstift Würzburg hin, das die Stadtherrschaft bis zum Ende des alten Reichs 1803 ausübte. Der Wellenbalken steht als redendes Symbol für den Ortsnamenteil -bach. In den Jahren um 1920 wurde öfter nur der kleine Wappenschild als Stadtwappen verwendet. Auch Hupp hat dieses kleine Wappen in seinem Wappenbuch als Stadtwappen dargestellt. Das Wappen wird seit 1498 geführt. |

## Politik

### Von der Stadt zum Hauptort
Nach der Stadterhebung nahm Dettelbach eine Sonderstellung unter den Gemeinden am Maindreieck ein, die sich auch in der Verwaltung der Stadt niederschlug. Der Würzburger Fürstbischof ernannte einen Schultheiß aus den Reihen der Bewohner, der den Herren vor Ort vertrat. Die Dettelbacher Bürger stellten diesem ihre gewählten Bürgermeister und den Stadtrat entgegen. Um Bürger zu werden, musste vor Schultheiß und Bürgermeister ein Eid geschworen und eine Gebühr gezahlt werden.
Die frühneuzeitliche Verwaltung und ihre Durchsetzung war aber stark von den jeweils eingesetzten Personen abhängig. Der ebenfalls vom Fürstbischof ernannte Amtskeller sammelte Steuern und Naturalabgaben ein. Der (Ober-)Bürgermeister hatte dagegen lediglich finanzpolitische Aufgaben, während der Unterbürgermeister als städtischer Baumeister fungierte. Der Stadtrat von Dettelbach bestand aus zwölf Männern, die zugleich als Schöffen im Stadtgericht auftraten.
| Luitpold Baumann   | 1900–1919 | * 1844 in Dettelbach, Winzer, auch Reichstagsabgeordneter, † 1919 in Dettelbach |
| Michael Schwarz    | 1919–1925 |                                                                                 |
| Emmerich Knötgen   | 1925–1933 | Erste Amtszeit                                                                  |
| Albert Rechtfertig | 1933–1941 | * 4. Oktober 1895, Schlosser, † 8. November 1941                                |
| Hans Honecker      | 1941–1942 |                                                                                 |
| Lorenz Wolf        | 1942–1945 | * 10. Mai 1879 in Wildflecken, Oberinspektor, † 26. Oktober 1961                |
| Emmerich Knötgen   | 1945–1945 | Zweite Amtszeit, von den Amerikanern eingesetzt                                 |
| Johann Nagel       | 1946–1948 | * 2. Oktober 1886, Landwirt, † 13. März 1964                                    |
| Georg Graber       | 1948–1966 | * 23. November 1898, Maschinensetzer, † 20. Juli 1972                           |
| Hans Löffler       | 1966–1982 | * um 1913 in Teuschnitz, Rechtsanwalt, auch Mitglied des Kreistages, † 1996     |

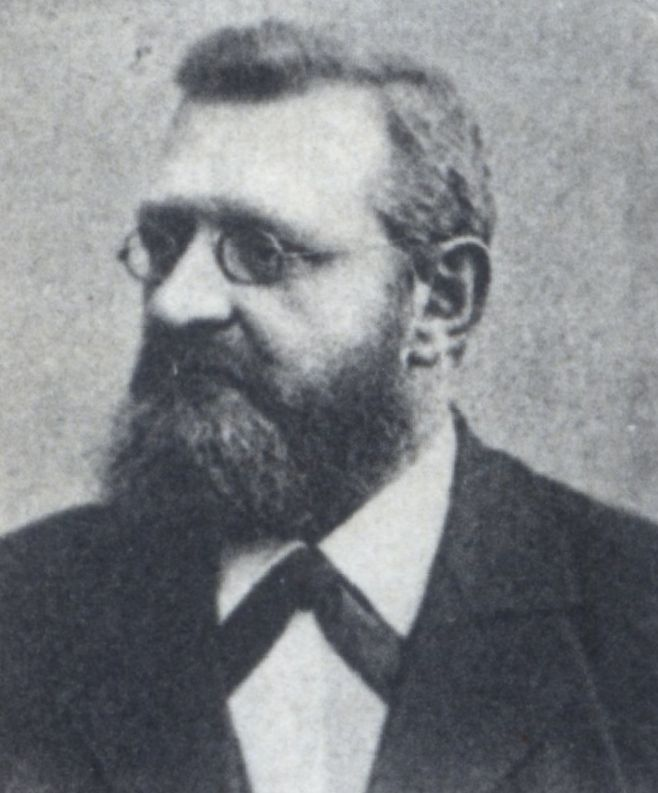
Der Bürgermeister und Abgeordneter Luitpold Baumann

Mit dem Übergang an das Königreich Bayern zu Beginn des 19. Jahrhunderts wurde die Amtsteilung in Ober- und Unterbürgermeister abgeschafft. Fortan wurden auch die Amtszeiten der Bürgermeister länger, während in der mittelalterlichen und frühneuzeitlichen Stadt zumeist nach einem Jahr bereits eine neue Wahl stattfand. Durch den Aufstieg zu Staatsbürgern erhielten Dettelbachs Bewohner nun Rechte und Pflichten und waren nicht mehr als Untertanen der jeweiligen Herrschaft unterstellt.
Die Bürgermeister wurden nun von der Gemeinde gewählt. In der ersten Hälfte des 20. Jahrhunderts wechselten die Männer an der Spitze der Stadt häufiger. Vor der Gemeindegebietsreform zeichneten sie sich durch eher lange Amtszeiten aus. Hans Löffler, während dessen Amtszeit ab 1972 mehrere Gemeindeteile in die Stadt eingegliedert wurden (Gemeindegebietsreform in Bayern), war zwischen 1966 und 1982 und damit fast 20 Jahre Bürgermeister.

### Einwohnerentwicklung
Die Einwohner der Stadt Dettelbach wurden erstmals im Jahr 1574 eher zufällig erfasst. Damals war die Stadt Anlaufpunkt der fürstbischöflichen Huldigung, bei der sich alle Männer (Einzelbürger und Familienväter, sowie Witwen) auf dem Marktplatz versammeln mussten. Hochrechnungen lassen auf eine Bevölkerungszahl von etwa 1281 Personen schließen. Die Einwohnerzahl stieg in den folgenden Jahrzehnten an, wobei die Stadt durch den Dreißigjährigen Krieg etwa 1000 Einwohner verlor.
Zu Beginn des 19. Jahrhunderts hatte Dettelbach etwa 2000 Einwohner. Es war damit die einwohnerreichste Gemeinde in der näheren Umgebung. Der Höchststand wurde mit 2268 Bewohnern im Jahr 1867 erreicht. Dennoch verlor die Stadt 1862 die überörtlichen Behörden und wurde Teil des Bezirksamtes Volkach, dessen Hauptort Volkach nur etwa gleich groß wie Dettelbach war. Der Verlust der Zentralität war allerdings mit einem Niedergang verbunden. 1925 hatte Dettelbach nur noch 2069 Einwohner.
Erst durch den Zuzug vieler Vertriebener am Ende des Zweiten Weltkriegs konnte der Abwärtstrend aufgehalten werden. Anders als in den Orten der Umgebung siedelten sich im Verhältnis allerdings nur wenige Neubürger dauerhaft in Dettelbach an. Erst die neue Zentralität durch die Eingemeindung mehrerer Ortsteile in den 1970er Jahren und die Ausweisung neuer Baugebiete ließen die Zahlen wieder steigen. Heute profitiert die Kernstadt Dettelbach von ihrer Nähe zur Großstadt Würzburg und hat etwa 3500 Einwohner.
| Jahr | Einwohner | Jahr | Einwohner | Jahr | Einwohner |
| ---- | --------- | ---- | --------- | ---- | --------- |
| 1574 | um 1281   | 1867 | 2268      | 1939 | 2108      |
| 1607 | um 1565   | 1875 | 2202      | 1950 | 2917      |
| 1686 | um 1409   | 1890 | 2113      | 1970 | 3134      |
| 1777 | um 1878   | 1905 | 2093      | 1987 | 3073      |
| 1840 | 2140      | 1925 | 2069      | 2005 | ca. 3500  |

## Kultur und Sehenswürdigkeiten

### Baudenkmäler

#### Ensemble Altstadt Dettelbach
Das Bayerische Landesamt für Denkmalpflege stellt die gesamte Dettelbacher Altstadt unter Ensembleschutz. Das Ensemble wird von den Mauerresten der Stadtbefestigung unter Einschließung des Grabens begrenzt. Das Städtchen ist durch den Lauf des Dettelbachs geteilt. Die östliche, ältere Stadthälfte gruppiert sich um den zentralen Burgberg, der nach Süden und Westen als Terrasse vorkragt und durch eine Futtermauer abgestützt wird. Die westliche Stadthälfte, eine Erweiterung des 15. Jahrhunderts, breitet sich hingegen auf flacherem Gelände aus und besitzt auch einen regelmäßigeren Grundriss.
Durch die Hanglage bedingt, weisen die Straßen der östlichen Stadthälfte meist unregelmäßige Führung und Steigung auf. Ein Bindeglied zwischen beiden Stadthälften bildet das über dem Lauf des Dettelbachs errichtete, spätgotische Rathaus, dessen Erdgeschosshalle als Brücke für die den Ort durchziehende Durchgangsstraße Würzburg-Bamberg dient. Das Städtchen ist in erster Linie landwirtschaftlich orientiert und durch den Weinbau geprägt.
Bauern- und Winzerhöfe bestimmen das Ortsbild. Stattliche aus dem 17. und 18. Jahrhundert stammende Barockhöfe reihen ihre gestreckten, jeweils durch ein breites Hoftor ausgezeichneten Traufseitfronten entlang der Würzburger und der Bamberger Straße auf. Die Nebengassen sind mit kleineren Höfen bebaut, von denen viele, besonders in der westlichen Stadthälfte, die landschaftstypischen unverputzten Bruchsteinhäuser der Mitte des 19. Jahrhunderts zeigen. Vom Gewerbe gezeichnet ist nur der Marktplatz mit einer Reihe leicht gegeneinander versetzter Fachwerkgiebelhäuser.

#### St. Augustinus

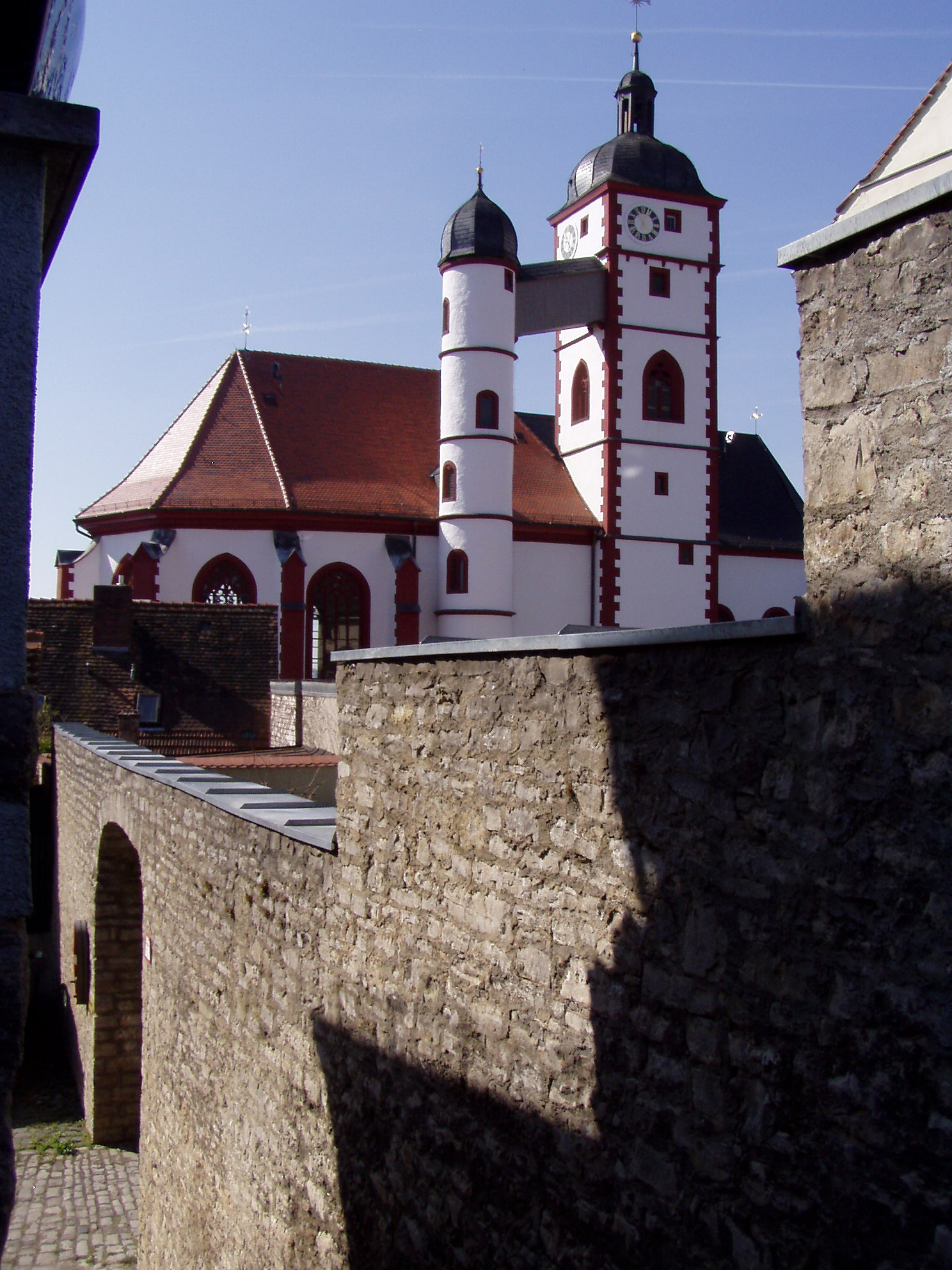
Die Pfarrkirche St. Augustinus

Die katholische Stadtpfarrkirche St. Augustinus überragt die Stadt. Sie wurde am Standort des frühmittelalterlichen Meierhofes errichtet. Erstmals urkundlich erwähnt wurde ein Gotteshaus an dieser Stelle im Jahr 1295. Die Frühzeit der Kirche ist eng mit dem Rittergeschlecht von Dettelbach verbunden. Der heute noch erhaltene Glockenturm wurde 1444 begonnen, 1489 stellte man den Ostchor fertig. Zu einer Pfarrei stieg Dettelbach im Jahr 1465 auf. Die heutige Kirche wurde im Jahr 2011 im Inneren stark verändert.
Anders als die meisten anderen Kirchen der Umgebung besitzt das Dettelbacher Gotteshaus kein klassisches Langhaus. An den älteren Ostchor wurde kurze Zeit später ein kleinerer Westchor angebaut. Die Aufgaben des Langhauses übernimmt ein schmaler Verbindungsgang zwischen beiden Gebäudeteilen. Markant sind die beiden ungleich großen Türme auf der Nordseite des Baus. Der ältere Glockenturm besitzt keine Treppe, sodass man den Treppenturm nachträglich über einen hölzernen Steg mit dem Turm verbinden musste.
Das Innere der Dettelbacher Augustinuskirche hat bereits mehrere Ausstattungsphasen gesehen. Von den ältesten Flügelaltären, die die Nischen des Ostchors ausfüllten, ist heute nichts mehr zu sehen. Der barocken Ausstattung des 18. Jahrhunderts kann die große Christusstatue zugeordnet werden, die heute im Westchor steht. Am Ende des 19. Jahrhunderts entstanden neogotische Altäre. Heute wird das Innere von einem modernen Flügelaltar des Künstlers Michael Triegel geprägt. Er zeigt Szenen aus dem Augustinusleben und wurde 2011 eingeweiht.

#### Wallfahrtskirche und Klosterkomplex

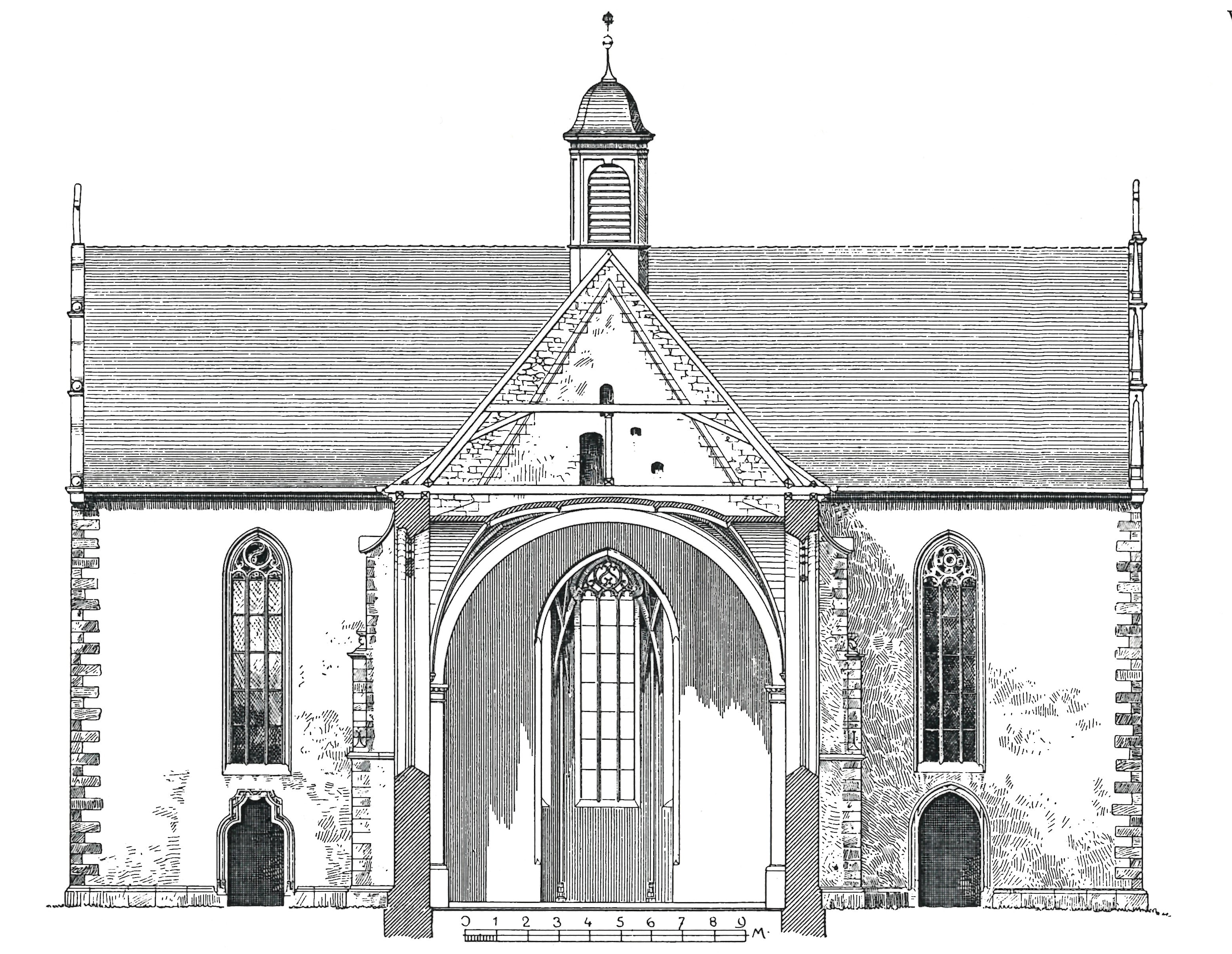
Querschnitt des Südgiebels der Wallfahrtskirche

Die Wallfahrtskirche Maria im Sand befindet sich im Osten der Dettelbacher Altstadt in der einstigen Flurlage „im Sand“, die der Kirche auch den Namen gab. Hier stand ein wundertätiger Bildstock, der bereits zu Beginn des 16. Jahrhunderts mit einer kleinen Kapelle überbaut wurde. Nach einem Niedergang im Zuge der Reformation belebte der Würzburger Fürstbischof Julius Echter von Mespelbrunn im 17. Jahrhundert die Wallfahrt wieder, ließ die heutige Kirche errichten und siedelte 1613 ein Franziskanerkloster zur Betreuung der Pilger hier an.
Die Kirche präsentiert sich als kreuzförmiger Bau mit Vierung und Querhaus. Ältestes Bauteil ist der aus der Vorgängerkirche übernommene Chor. Im Inneren prägen gotische Rippengewölbe das Langhaus, die Fenster sind mit reich verziertem Maßwerk gearbeitet. Besondere Bedeutung besitzt das Hauptportal auf der Westseite. Es wurde 1612/1613 von Michael Kern geschaffen. Auf vier Ebenen wird die Reformpolitik des Julius Echter versinnbildlicht. Bekrönt wird das Portal von einer Figur der Muttergottes.
Die Klostergebäude präsentieren sich bis heute in den Formen des beginnenden 17. Jahrhunderts. Die Vierflügelanlage um einen Innenhof umfasst drei Wohnflügel und einen Blendflügel auf der Südseite in Richtung der Kirche. Das Hauptportal des Klosters liegt ebenfalls auf der Südseite. Es wurde an den Westflügel angebaut, der mit einem geschwungenen Renaissance-Giebel abschließt. Das Portal lehnt sich in seinem Aufbau an das Westportal der Kirche an und wurde wahrscheinlich ebenfalls von Michael Kern geschaffen. Es zeigt die Klosterstiftung.
Das Kircheninnere wird vom Gnadenaltar mit dem wundertätigen Muttergottes-Bild beherrscht. Der heutige Altar kam im ausgehenden 18. Jahrhundert in die Kirche und ermöglicht durch seinen Aufbau, dass vier Messen gleichzeitig an ihm gelesen werden können. Noch aus dem 17. Jahrhundert stammt die Wurzel-Jesse-Kanzel mit dem Stammbaum der Familie Jesu. Besondere Bedeutung besitzt auch die Mönchsempore mit der Orgel aus dem Jahr 17. Jahrhundert. Das Klostergelände ist mit einer hohen Mauer umgeben. Ein Kreuzweg des 19. Jahrhunderts verbindet die Stadt mit der Wallfahrtskirche.

#### Altes Rathaus

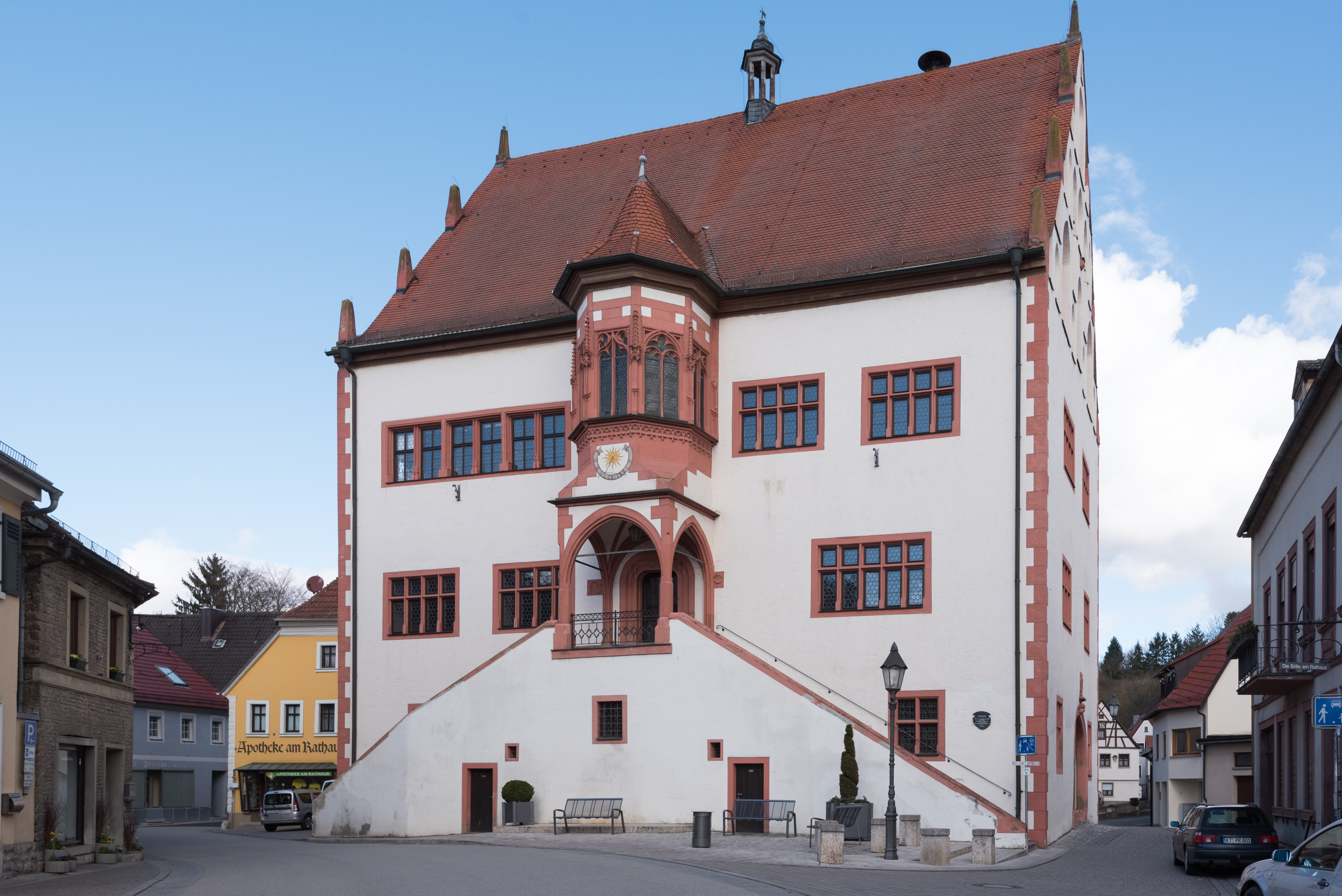
Das Dettelbacher Rathaus

Das alte Rathaus der Stadt Dettelbach bildet den Mittelpunkt der Altstadt und wurde im Jahr 1512 oberhalb des Dettel-Baches als Mittelpunkt der Siedlung errichtet. Es handelt sich um den ältesten, erhaltenen Rathausbau im Landkreis Kitzingen. (siehe auch: Liste von Rathäusern im Landkreis Kitzingen) Im Zuge der Stadterhebung dachten die Verantwortlichen bereits im 15. Jahrhundert über einen Neubau nach. Das neue Rathaus sollte nämlich auf der Grenze zwischen der älteren Burgsiedlung und der neueren Weststadt entstehen. In den folgenden Jahrhunderten wurde das Haus als Multifunktionsbau genutzt. 1984 verlegte die Stadt ihre Verwaltung in das ehemalige Amtsgericht vor der Altstadt. Lediglich der Ratssaal verblieb im Gebäude.
Das Dettelbacher Rathaus präsentiert sich als dreigeschossiger Satteldachbau mit Freitreppe und Erker. Ein kleiner Glockenturm auf dem Dach bildet mit etwa 25 m den höchsten Punkt des Gebäudes. Die Gestaltung insbesondere der als Schauseite entworfenen Südseite des Baus verweist auf den Übergang zwischen Spätgotik und Renaissance. Das Rathaus entstand als vollständiger Steinbau, was auf die großen finanziellen Mittel hinweist, die die Stadtverantwortlichen aufwenden mussten.
Die lange Geschichte des Gebäudes ist auch anhand seiner Ausstattung ablesbar. Mehrere kunst- und kulturhistorische Besonderheiten besitzt der Sitzungssaal in der Südwestecke des Baus. Der Raum ist vollständig holzgetäfelt und schließt mit einem Tonnengewölbe mit ⅜-Schluss ab. Mehrere Türen mit kunstvoll gestalteten Schlössern führen aus dem Zimmer. Wahrscheinlich stammen die ältesten dieser Schlösser noch aus dem Vorgängerbau. Auf der Südseite des Zimmers sind zwei breite Muschelkalksäulen angebracht. Sie sind nicht Teil des ursprünglichen Baus und ihre Bedeutung in der Forschung lange Zeit umstritten.

#### Hornsches Spital
Den Mittelpunkt der westlichen Altstadt bildet das sogenannte Hornsche Spital, das heute als Altenheim geführt wird. Es geht auf eine private Stiftung zweier wohlhabender Dettelbacher Bürger zurück. Bereits im August 1481 erhielt die Spitalstiftung die Bestätigung durch Papst Sixtus IV. Die Stiftung blieb allerdings in den ersten Jahrzehnten stetig bedroht. Erst die neuerlichen Zuwendungen durch Mitglieder der Familie Horn und der mit ihr verschwägerten Familie Hutter stellten sie 1531 auf festere Füße. In den folgenden Jahrhunderten erhielt das Spital immer wieder Zuwendungen durch die Bürger.
Das heutige Anwesen der Spitalstiftung wird von den Umbaumaßnahmen des 18. Jahrhunderts geprägt. Es präsentiert sich als zweigeschossiger Massivbau mit teilweise geohrten Fensterrahmungen und schließt mit einem Walmdach ab. Einziger Hinweis auf die Stiftung der Frühen Neuzeit ist ein Wappenstein, der heute am Eingang des Hauses angebracht ist. Außen hat sich ein Wappenstein der beiden Stifterfamilien Horn und Hutter erhalten, im Inneren verweist die Georgskapelle auf den spätmittelalterlichen Ursprung der Stiftung.

#### Stadtbefestigung

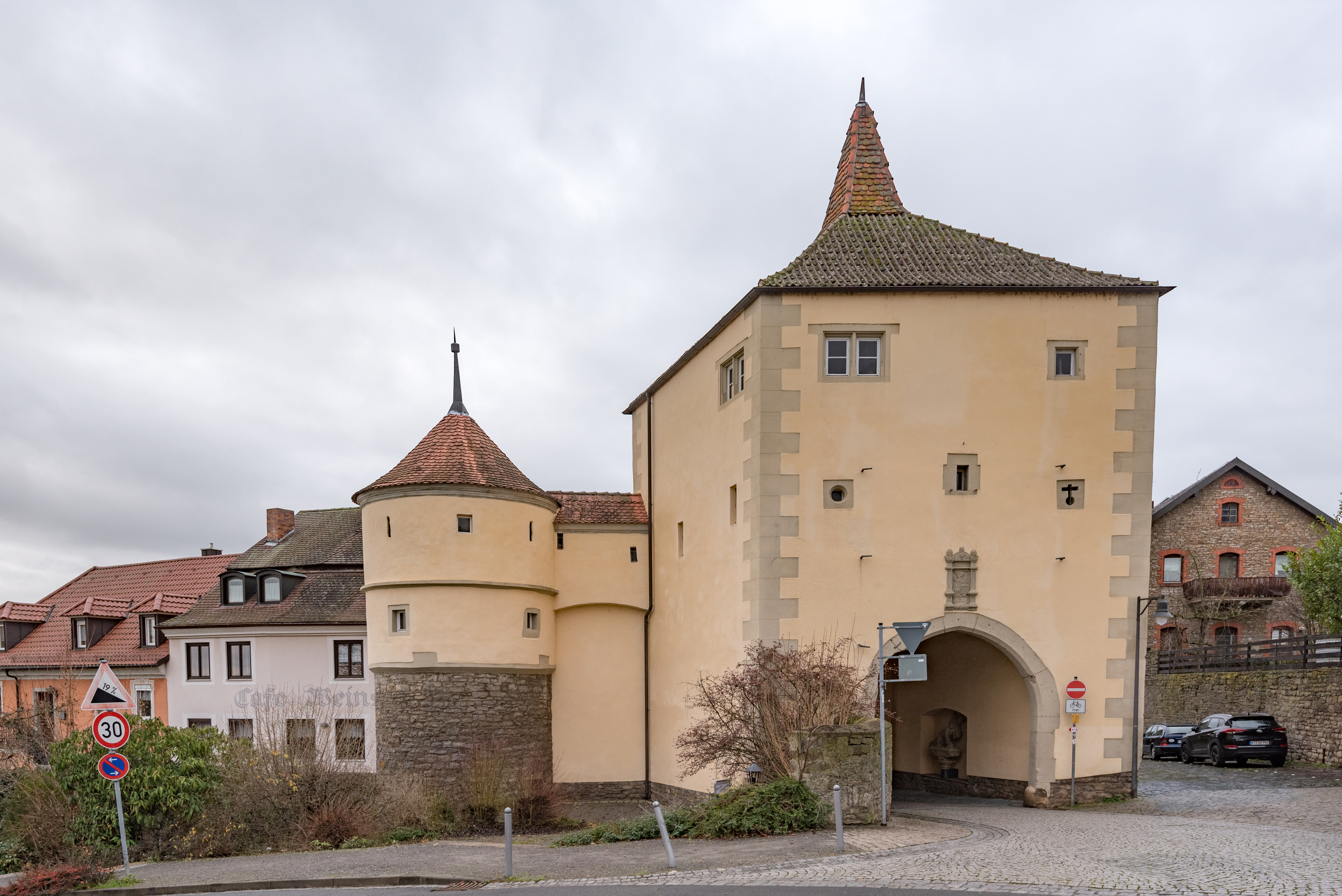
Das Faltertor im Nordosten der Stadt

Die Entstehung der Stadtbefestigung von Dettelbach ist eng mit der Stadterhebung im Jahr 1484 verbunden. Kurze Zeit später begann wohl auch der Bau der Stadtmauer, die die zur Stadt gewordene Siedlung auch äußerlich von ihrem Umland unterschied. Die Ummauerung war 1532 weitgehend fertiggestellt. Wahrscheinlich wurde 1550 das Faltertor erstmals renoviert. Bereits 100 Jahre später hatte die Anlage aus Mauer, Gräben und Toren ihre Verteidigungsfunktion weitgehend eingebüßt, als die Schweden im Dreißigjährigen Krieg die Stadt kampflos einnahmen.
In der Folgezeit investierten die Verantwortlichen nichts mehr in die veralteten Anlagen. Die Tore dienten allein als Zollstätte, wo der Warenverkehr für den örtlichen Markt versteuert wurde. Die Folge war ein Verfall großer Teile der Befestigung, die meisten Tore verschwanden in den 1870er Jahren. Erst ab den 1970er Jahren investierte die Stadt immer wieder Geld in die Renovierung und Instandhaltung besonders repräsentativer Mauerabschnitte. Die Stadtbefestigung bildet heute einen wichtigen Anlaufpunkt für Touristen.
Von den ehemals fünf Toren haben sich noch das Falter- und das Brückertor erhalten. Anders als bei vielen anderen Stadtmauern der Umgebung haben sich in Dettelbach viele der ehemaligen Mauertürme erhalten, wenn ihr Bestand auch schrumpfte. Ursprünglich soll die Anlage aus 52 Türmen bestanden haben, wobei möglicherweise die Aufsätze auf den Mauern mitgezählt wurden. Die Türme sind heute teilweise mit rechteckigen Aufsätzen überbaut und werden in Erbbaurecht an einzelne Einwohner übergeben. Weitere Überreste der ehemaligen Stadtbefestigung in Form von Mauern und Gräben haben sich nahezu überall um die Dettelbacher Altstadt erhalten. → siehe auch: Faltertor (Dettelbach) und Brückertor (Dettelbach)

#### Weitere bemerkenswerte Privathäuser und Höfe
In der Dettelbacher Altstadt sind Häuser aus nahezu allen Jahrhunderten seit dem Mittelalter zu finden. Sie sind heute zumeist im Besitz von Privatpersonen und werden als Geschäfts-, Gast- oder Wohnhäuser genutzt. Ältestes, erhaltenes Anwesen ist das sogenannte Baumannsche Haus mit der Adresse Markt 13. Es entstand im Zuge der Stadterhebung und datiert auf das Jahr 1478. Es präsentiert sich als zweigeschossiges Giebelhaus. Während das Erdgeschoss gemauert wurde, entstand das Obergeschoss in Fachwerkbauweise. Es ist allerdings heute verputzt. Das Fachwerk ist lediglich im Dachgeschoss freigelegt. → siehe auch: Markt 13 (Dettelbach)
Die weiteren Häuser am Markt besitzen ebenfalls eine bedeutende Baugeschichte. Das Haus Markt 7 entstand in den 1570er Jahren und prägt mit seinen drei Geschossen den städtebaulichen Charakter des Marktplatzes. In den Häusern am Marktplatz lebte die städtische Oberschicht, so kann der fürstbischöflich-würzburgische Amtskeller Bartholomäus Schönkapp als der Erbauer des Hauses gelten. Das wesentlich kleinere Haus Markt 9, das vollkommen ohne repräsentatives Fachwerk im 17. Jahrhundert erbaut wurde, war Wohnort verschiedener Handelsfamilien. → siehe auch: Markt 7 (Dettelbach) und Markt 9 (Dettelbach)
Die höchste Dichte an Baudenkmälern ist um die Kirche zu finden. Nordwestlich des Gotteshauses entstand bereits im 16. Jahrhundert das heutige Haus Eichgasse 5. Das Haus präsentiert sich heute als zweigeschossiger Traufseitbau, der zur Eichgasse hin ausgerichtet ist. Im Obergeschoss brachte man im 18. Jahrhundert Fachwerk mit Brustriegeln, Fußstreben sowie Hals- und Brustverriegelungen an. Das Anwesen wurde in den folgenden Jahrhunderten immer wieder umgebaut. → siehe auch: Eichgasse 5 (Dettelbach)
Weitere Traditionsinseln ziehen sich entlang der Ausfallstraßen, wobei insbesondere die alten Handelsstraßen (Bamberger und Würzburger Straße) denkmalgeschützte Bauten besitzen. Auf das Jahr 1623 datiert das Fachwerkhaus Würzburger Straße 13. Es präsentiert sich als zweigeschossiger Satteldachbau mit Fachwerkobergeschoss. Seit 1686 können die Bewohner detailliert rekonstruiert werden. Im Anwesen lebten lange Zeit Winzer oder Weinhändler, die auf die lange Weinbautradition Dettelbachs verweisen. → siehe auch: Würzburger Straße 13 (Dettelbach)
Ein bedeutender Vertreter des Rokoko ist am nördlichen Ausgang des Marktes zu finden. Die Adresse Bohnmühlgasse 9, Eichgasse 1 besteht aus einem zweigeschossigen Mansardwalmdachbau aus der Zeit zwischen 1770 und 1780. Hier saßen lange Zeit Wachszieher für die im 18. Jahrhundert florierende Kerzenproduktion in der Stadt. Die Rokokoformen sind insbesondere anhand des sogenannten Fensterbandes im zweiten Obergeschoss ablesbar, das die gesamte Länge von 23 Metern ausfüllt. → siehe auch: Bohnmühlgasse 9, Eichgasse 1 (Dettelbach)
Besonders viele Rokokobauten haben sich in der heutigen Bamberger Straße erhalten, wo nach einem Brand 1780 viele Häuser wiederaufgebaut werden mussten. Die Straße ist heute in Teilen in Blockbebauung errichtet. Im 19. Jahrhundert entstanden insbesondere in den Nebenstraßen viele Häuser mit Bruchsteinfassaden. Der bedeutendste Bau des 19. Jahrhunderts wurde wiederum am Markt errichtet. Das Haus Markt 5 ist ein dreigeschossiger Traufseitbau mit schlichten Gesimsen.

#### Bildstöcke und Kleindenkmäler
Als katholisch geprägte Gemeinde haben sich in Dettelbach und seiner Gemarkung mehrere Bildstöcke oder Martern als Flurdenkmäler erhalten. Sie verweisen auf die Volksfrömmigkeit vergangener Jahrhunderte und wurden zur Ehre Gottes und als Wegzeichen gesetzt, oder hatten eine Mahnfunktion. Daneben befinden sich insbesondere in der Altstadt auch die typisch fränkischen Hausfiguren. Diese Kleindenkmäler wurden seit dem Mittelalter zu allen Zeiten geschaffen, ihr Bestand ist aber heute durch Abgase und Sachbeschädigung bedroht.
Die ältesten erhaltenen Bildstöcke in Dettelbach datieren auf das 15. Jahrhundert und können der Spätgotik zugeordnet werden. Die sogenannte Sieben-Köpfe-Marter auf der Herz-Jesu-Höhe im Westen der Altstadt wurde als Grenzstein errichtet. Der Bildstock besitzt einen breiten Aufsatz, die Kanten sind mit Halbfiguren zweier Heiliger geschmückt. Ganz ähnlich präsentieren sich zwei Stöcke in der Nähe des Hans-Löffler-Weges. Auf das Jahr 1513 datiert der Kreuzigungsbildstock mit reicher Volutenzier. Ein Jahr später entstand die sogenannte Lorenzmarter am Rande des Galgenberges. → siehe auch: Sieben-Köpfe-Marter
Besonders viele Vertreter hat die Renaissance in Dettelbach hinterlassen. Dies hängt auch damit zusammen, dass in der zweiten Hälfte des 16. und zu Beginn des 17. Jahrhunderts die Wallfahrt (wieder-)entstand. Besonders viele Exemplare haben sich um die Wallfahrtskirche erhalten. Die Aufsätze sind kleingliedriger als bei den spätgotischen Stöcken. Auch die Motivwahl variiert stärker. Auf einem Stock von 1617 im Vorhof zur Kirche ist das Dettelbacher Gnadenbild dargestellt. Die Stiftungsinschrift darunter verweist auf den Spitalmeister Johann Wirtzberger und seine Familie.
Im Barock wurden die Formen der Bildstöcke vielfältiger und auch die Motive variierten nun stärker. So taucht immer wieder die heiligste Dreifaltigkeit im Aufsatz auf. Auf das Jahr 1784 datiert ein Bildstock am Brücker Holz. Sein Aufsatz ist rund, die Säule wurde mit Weinblattornamenten verziert. Im Rokoko wurden diese Gestaltungsprinzipien noch verstärkt und die Bildstöcke weisen viele Zierformen auf. Im 18. Jahrhundert tauchten auch viele Sonderformen auf. In der Nachtigallenstraße hat sich ein Kreuzschlepper, die Darstellung des kreuztragenden Christus, erhalten.
Daneben tauchte nun immer wieder auch der sogenannte Prozessionsaltar auf. Hier versammelte sich die Gemeinde während jährlicher Prozessionen zum Gebet. Lediglich ein Altar hat sich heute auf dem Gelände des ehemaligen Franziskanerkloster erhalten. Er zeigt sieben Szenen aus dem Leben Jesu und wurde im 20. Jahrhundert an den heutigen Standort versetzt. Zugleich begann man in der Stadt die Häuser mit Haus- und Freifiguren zu verzieren. Besonders alt ist die Figur des heiligen Sebastian am Gasthof Bacchus.
Am Ende des 19. Jahrhunderts schuf man den Kreuzweg zur Wallfahrtskirche. Es handelt sich um kleine Natursteingrotten, die mit metallenen Relieftafeln ausgestattet wurden. Sie ziehen sich in einer Reihe vom ehemaligen Neutor bis zur Wallfahrtskirche. Andere Beispiele aus dieser Zeit sind selten, weil viele Stöcke aus dieser Stilepoche bereits entfernt wurden. Von besonderer historischer Bedeutung ist das Herz-Jesu-Denkmal im Westen der Altstadt. Aus dem 20. Jahrhundert haben sich keine Bildstöcke erhalten. Seit der Nachkriegszeit wird die Bildstocktradition erneut aufgegriffen. So ist auch der Skulpturenweg, der seit 2005 besteht, Teil der Bildstocktradition. → siehe auch: Herz-Jesu-Denkmal (Dettelbach)

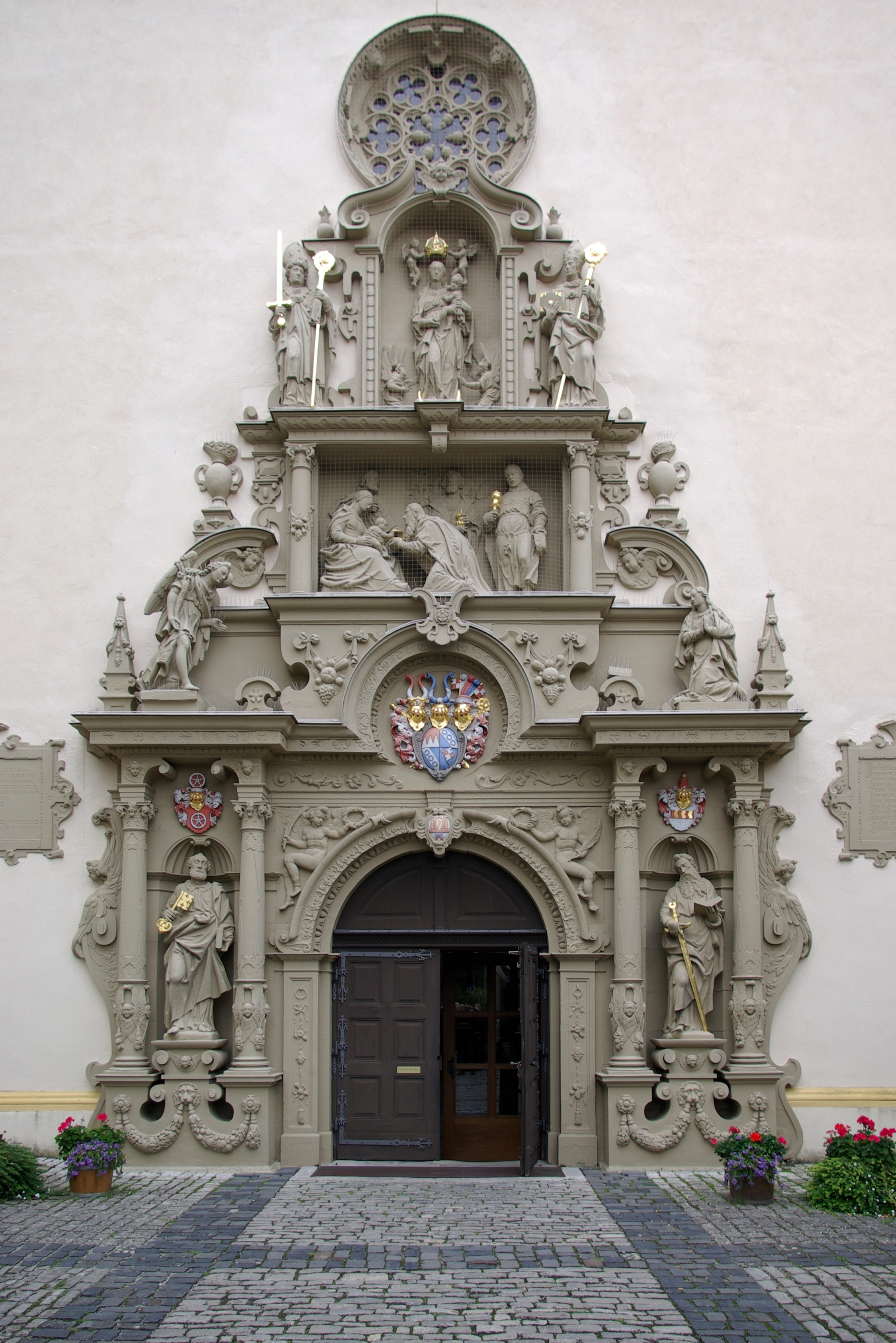
Westportal der Wallfahrtskirche
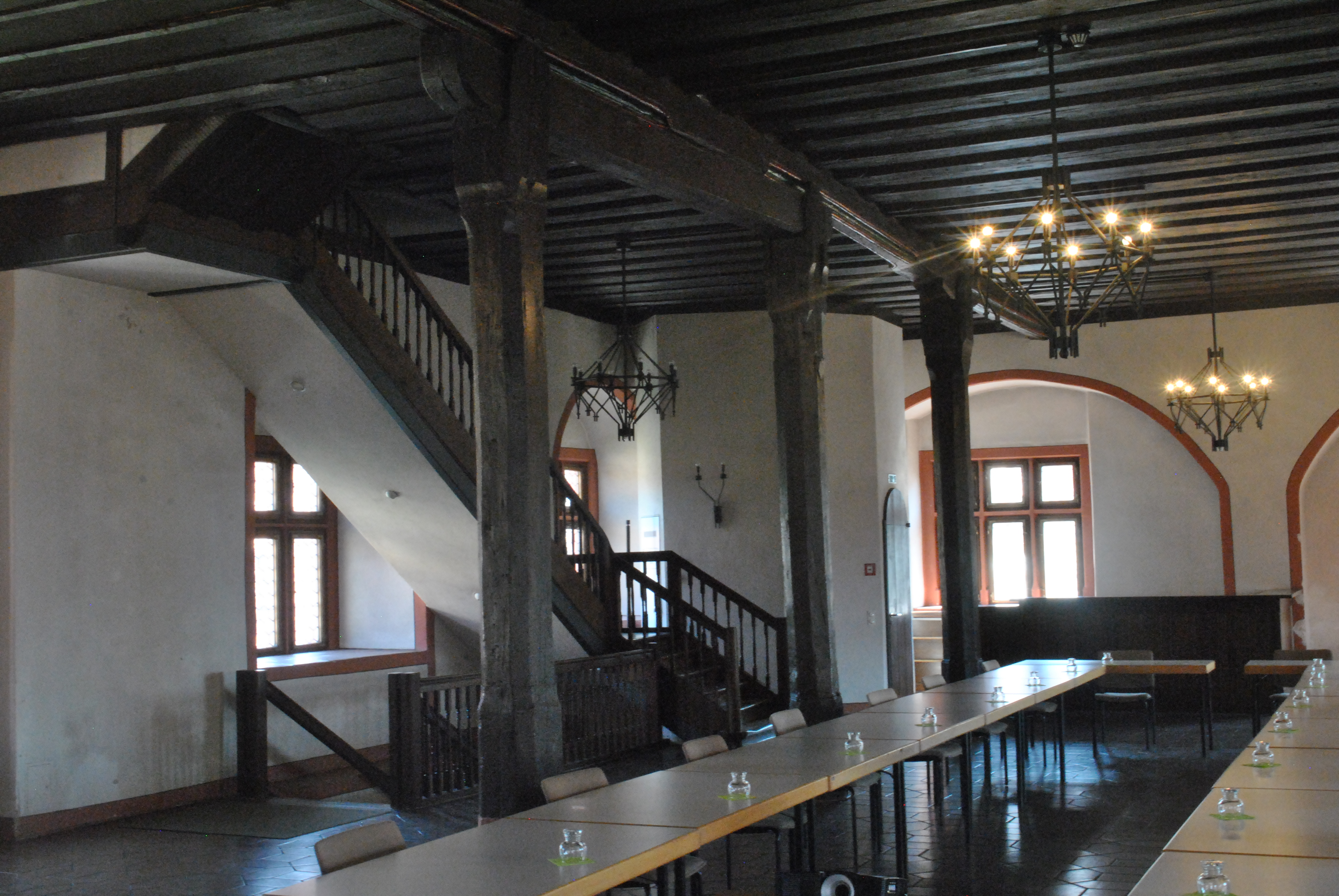
Großer Ratssaal im Rathaus
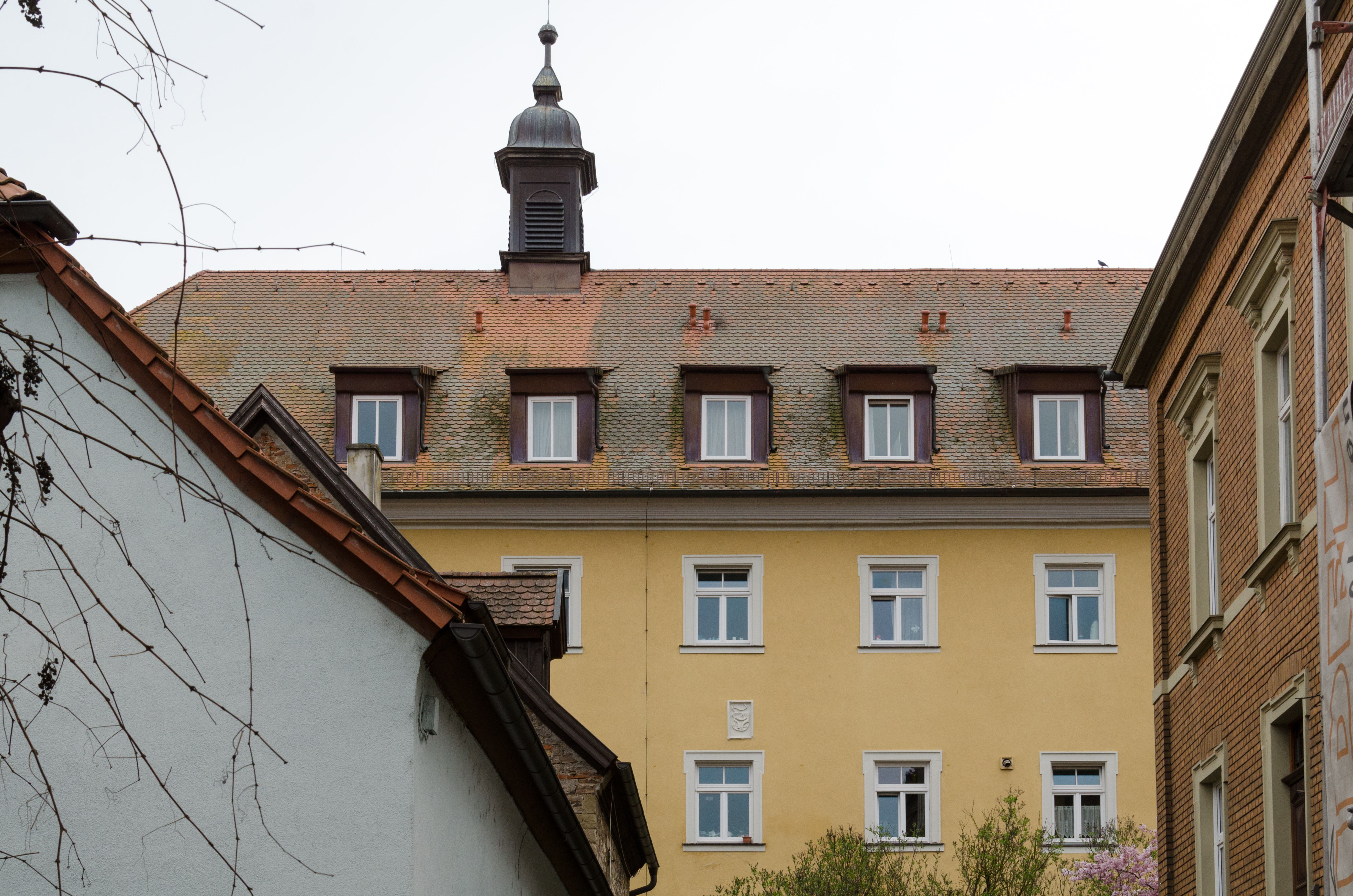
Hornsches Spital
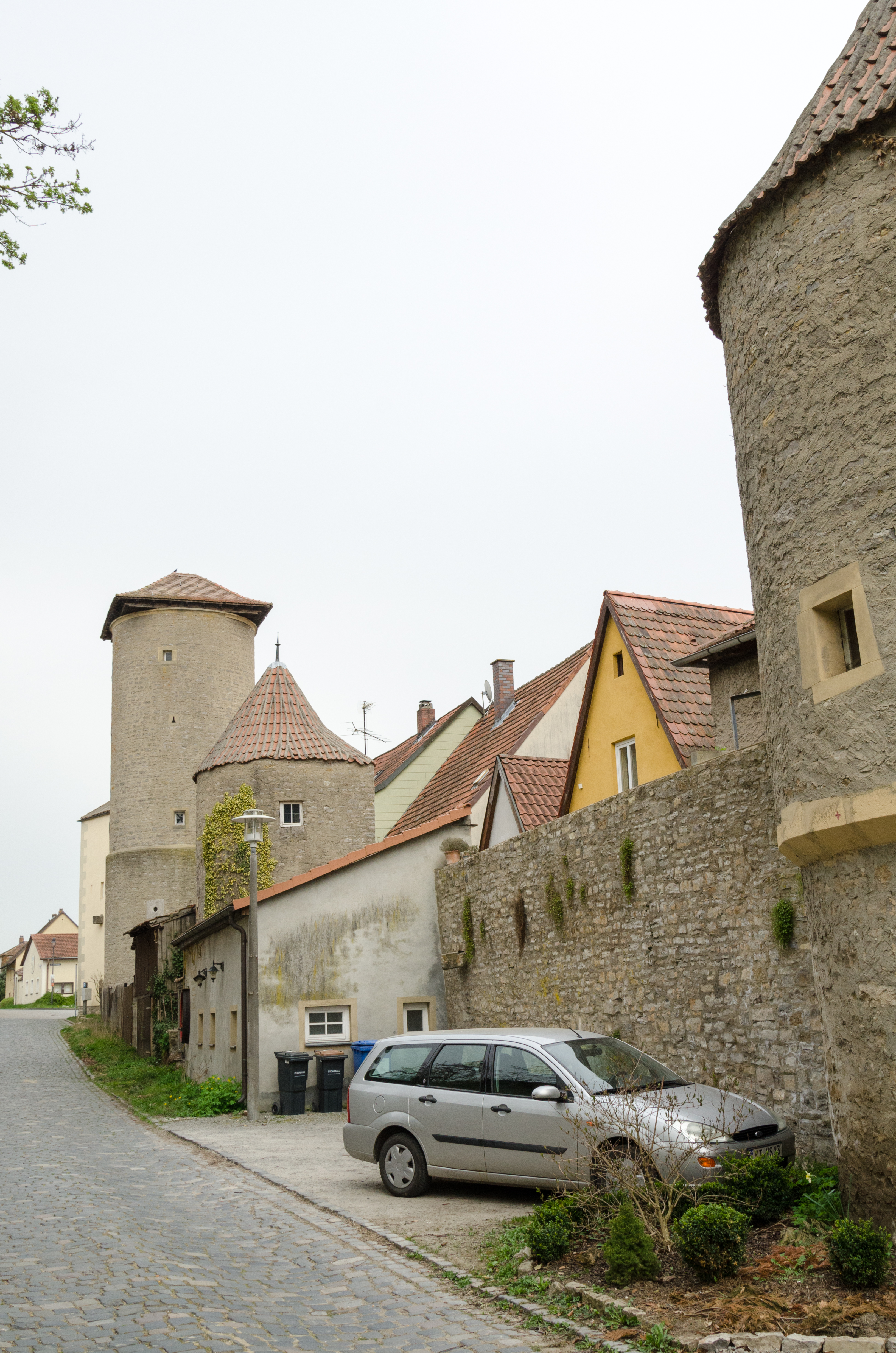
Abschnitt der Stadtmauer entlang der Falterstraße
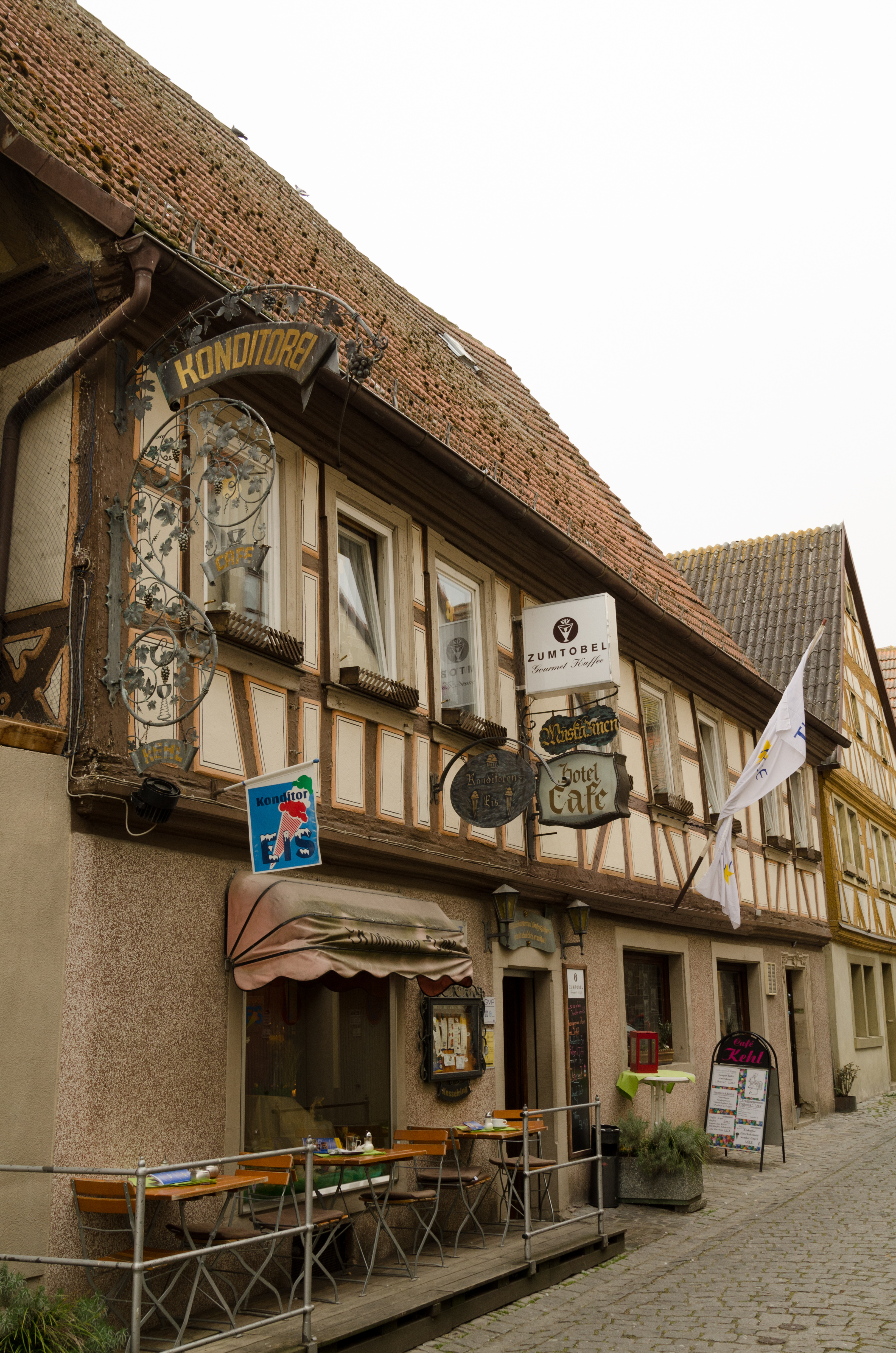
Haus Eichgasse 5
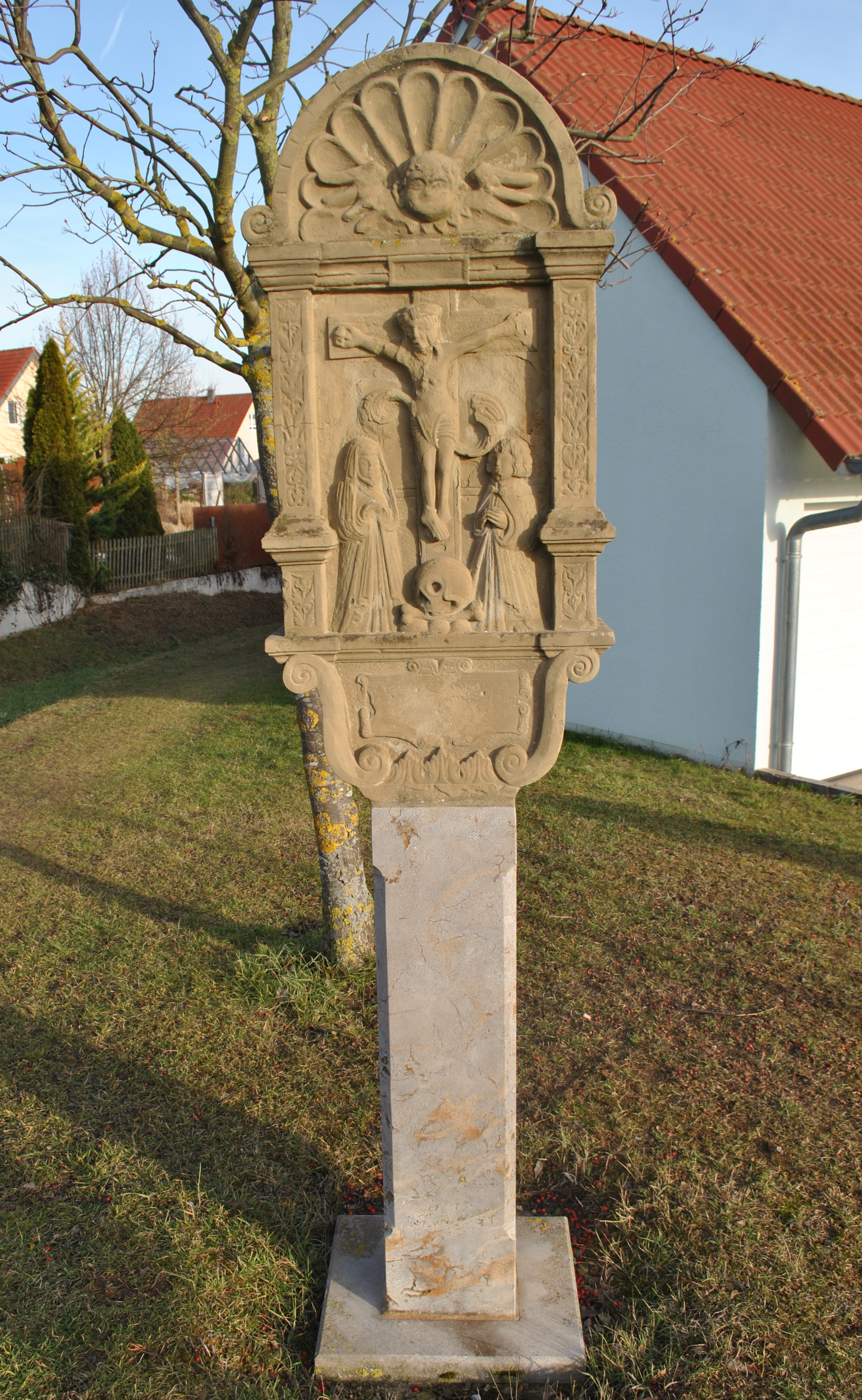
Sogenannte Lorenzmarter von 1514
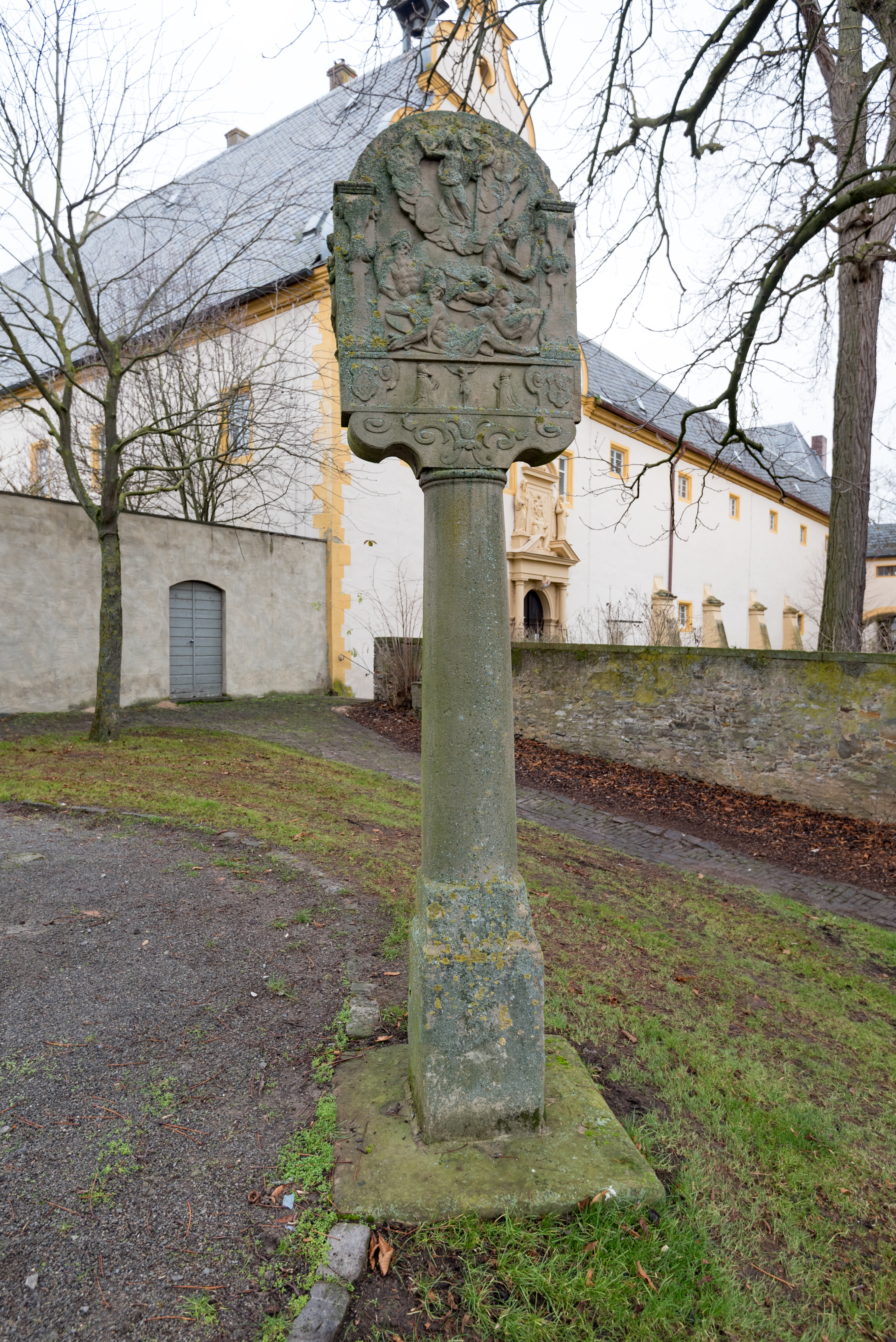
Bildstock von 1617 vor der Wallfahrtskirche

### Zwölf Mühlen
Um die Stadt Dettelbach bestand in Mittelalter und Früher Neuzeit eine besonders hohe Dichte an Mühlenbetrieben. Insgesamt sind zwölf Anlagen um die Stadt nachweisbar, der Name „Dutzendmühle“ für die erst 1850 in Betrieb genommene Mühle verweist auf die große Anzahl. Die Mühlen nutzten die Wasserkraft des Dettelbachs im Norden der Altstadt bzw. des Bibergauer Mühlbaches im Westen.
Die Mühlen versorgten die Menschen mit Mehl, daneben wurden mit den einzigen Maschinen des Mittelalters auch Holzstämme zerkleinert. Den großen wirtschaftlichen Einfluss der Mühlen machen auch zwei Getreideordnungen deutlich, die von Fürstbischof Julius Echter von Mespelbrunn in den Jahren 1591 und 1612 erlassen wurden. Die Mühlen brachten dem Stadtherren zwar hohe Renditen in Form von Zinsen und erfüllten eine wichtige Versorgungsfunktion. Allerdings führte die große Anzahl an Mühlen auch immer wieder zu rechtlichen Auseinandersetzungen, insbesondere um die Wassernutzung.
Noch bis in die zweite Hälfte des 20. Jahrhunderts bestand für die Wasserversorgung der ursprünglich vier Mühlen innerhalb der Stadtmauern der sogenannte Rinnenbach. Unterhalb der Lamprechtsmühle konnte ein Schieber betätigt werden, der einen Mühlbach mit Wasser versorgte. Dieser Rinnenbach führte an der Kieselsmühle vorbei zur Hirschmühle, die direkt an der Stadtbefestigung stand. In der Stadt wurde der Rinnenbach mit Holzbohlen überdeckt. So durchfloss er die Eichgasse, den nördlichen Markt und verband sich hier kurzzeitig mit der Dettel, ehe er kurz vor der Unteren Mühle wieder zum Rinnenbach wurde. Schließlich mündete er in den Main.
Heute wird keine der Mühlen mehr betrieben, insbesondere die Baulichkeiten der in der Stadt gelegenen Anlagen sind abgebaut oder dem Verfall preisgegeben. Lediglich die Gebäude der ehemaligen Hellersmühle, der Steigmühle und der Lamprechtsmühle haben sich erhalten. Als letzte Mühle wurde in den 1980er Jahren der Mahlbetrieb der Bohnmühle eingestellt, zuvor war hier nur noch Getreide- und Futtermittel verkauft worden. → siehe auch: Liste der Mühlen am Dettelbach, am Bibergauer Mühlbach und am Schernauer Bach
| Name            | Gewässer            | Zustand         | Eckdaten |
| --------------- | ------------------- | --------------- | --- |
| Bohnmühle       | Dettelbach          | abgegangen      | Ersterwähnung 1567, Namen: „in der Bohn“, „Obere oder Stadtmühle“, „Rabensteinmühle“, Aufgabe in den 1980er Jahren   |
| Doktorsmühle    | Bibergauer Mühlbach | stark verändert | Ersterwähnung 1465, Namen: „Mühle an dem Gumbertsacker“, „Kuffenmühle“, „Doktors- oder Pfeffermühle“, Aufgabe unklar |
| Dutzendmühle    | Dettelbach          | stark verändert | Errichtung 1850, Aufgabe 1898                                                                                        |
| Hellersmühle    | Bibergauer Mühlbach | erhalten        | Ersterwähnung 1548, Namen: „Wetterichs- oder alte Mühle“, „Hellersmühle“, Aufgabe 1908                               |
| Hirschmühle     | Dettelbach          | stark verändert | Errichtung 1732, Namen: „Dürrsmühle“, „Mühle am Rinnenbach“, Aufgabe 1936                                            |
| Kieselsmühle    | Dettelbach          | stark verändert | Ersterwähnung 1567, Namen: „Weihersmühle“, Aufgabe unklar                                                            |
| Küffleinsmühle  | Dettelbach          | stark verändert | Ersterwähnung 1567, Namen: „Küffleinsmühle“, Aufgabe 1927                                                            |
| Kühngassenmühle | Bibergauer Mühlbach | erhalten        | Ersterwähnung 1591, Namen: „Kühngassenmühle“, „Dienenmühle“, Aufgabe in den 1970er Jahren                            |
| Lamprechtsmühle | Dettelbach          | erhalten        | Ersterwähnung 1465, Namen: „Hederleinsmühle“, „Schederleinsmühle“, „Mittelmühle“, Aufgabe 1932                       |
| Schrankenmühle  | Bibergauer Mühlbach | stark verändert | Ersterwähnung 1591, Namen: „2. Mühle gen Bibergau“, Aufgabe unklar                                                   |
| Steigmühle      | Bibergauer Mühlbach | erhalten        | Ersterwähnung 1591, Namen: „Heidnersmühle“, Aufgabe 1906                                                             |
| Untermühle      | Dettelbach          | stark verändert | Ersterwähnung 1567, Namen: „Unterstadtmühle“, „Untermühle am Maintor“, Aufgabe 1941                                  |

### Sternbräu

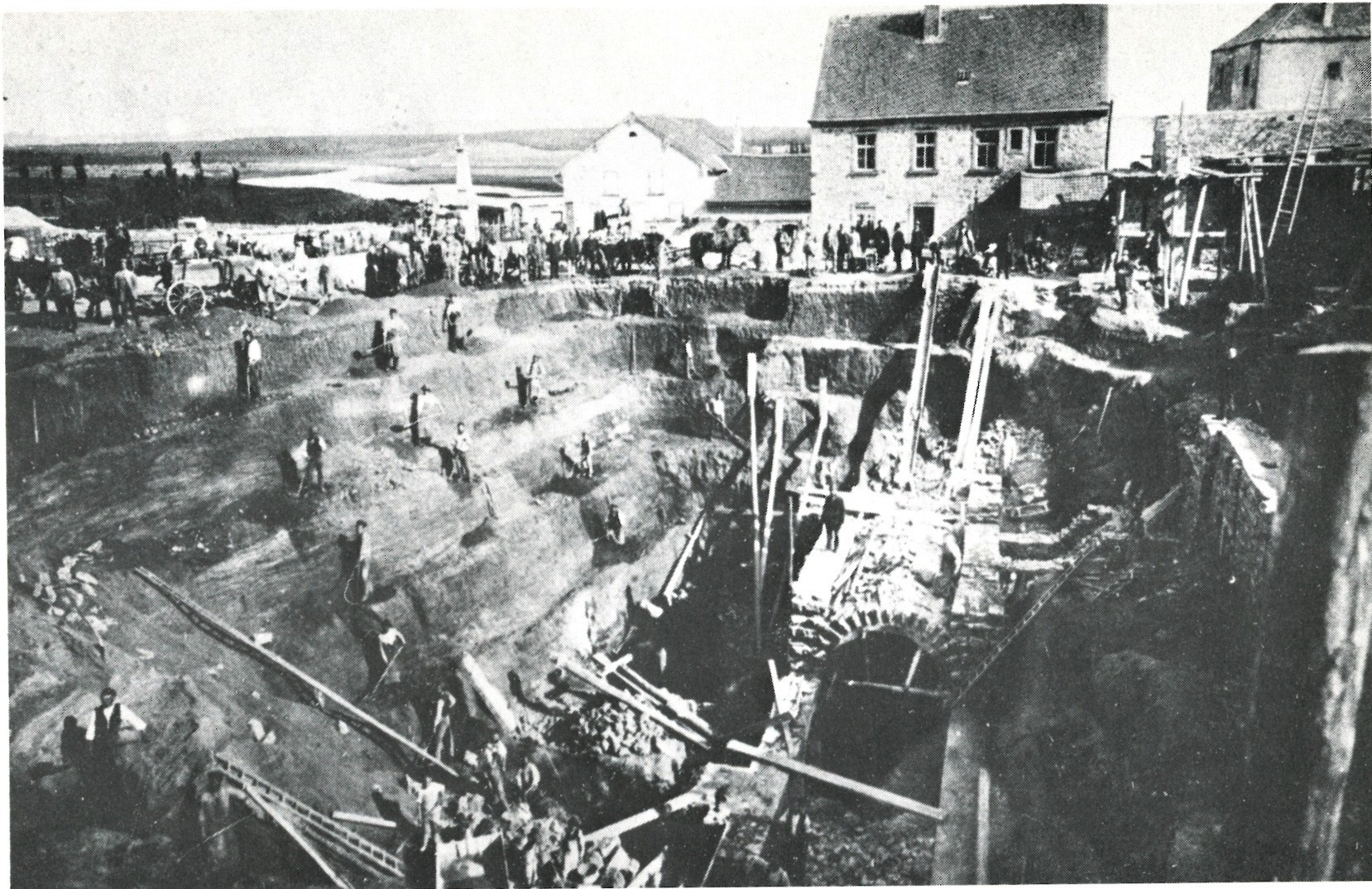
Das Gelände der „Sternbräu“ beim Bau der Brauereianlagen um 1887

Die Dettelbacher Sternbräu besitzt für die Stadtgeschichte eine besondere Bedeutung, war sie zunächst der erste Großbetrieb, der östlich der Altstadt entstand. Der Bau der Brauerei geht auf das Verbot von franziskanischen Klosterbrauereien zurück, das 1885 in München beschlossen wurde. Zuvor hatten jahrhundertelang die Mönche des Franziskanerkonventes die Gasthäuser Dettelbachs mit Bier versorgt. Um die Versorgung aufrechtzuerhalten, initiierten 1887 mehrere Bürger der Stadt die Neugründung einer Brauerei. Der Name „Klosterbräu“ wurde vom zuständigen Handelsgericht verboten, sodass man sich für die Bezeichnung „Sternbräu“ entschied, der sich von einem Gasthof ableitete.
Die Brauerei finanzierte sich über die Ausgabe von Aktien. Zunächst wurden 200.000 Papiere zu je 1000 Goldmark ausgegeben. Das Brauereigelände entstand östlich des Faltertores. Schnell gelang es dem kleinen Betrieb 14.000 bis 18.000 Hektoliter Bier pro Jahr auszustoßen. Zusätzlich bestand eine Mälzerei in den Räumlichkeiten, die jährlich bis zu 20.000 Zentner Malz produzierte. Bei Betriebsbeginn arbeiteten fast 20 Menschen in der Brauerei, die ihren Absatz vor allem im nahen Würzburg hatte. 1971 beschäftigte die Sternbräu bereits ca. 60 Personen, der Ausstoß hatte sich auf 60.000 Hektoliter im Jahr gesteigert. 1971 wurde die Brauerei an die Patrizier-Bräu (Nürnberg) verkauft, 1976 der Braubetrieb eingestellt.

### Museen

#### Museum „Pilger & Wallfahrer“

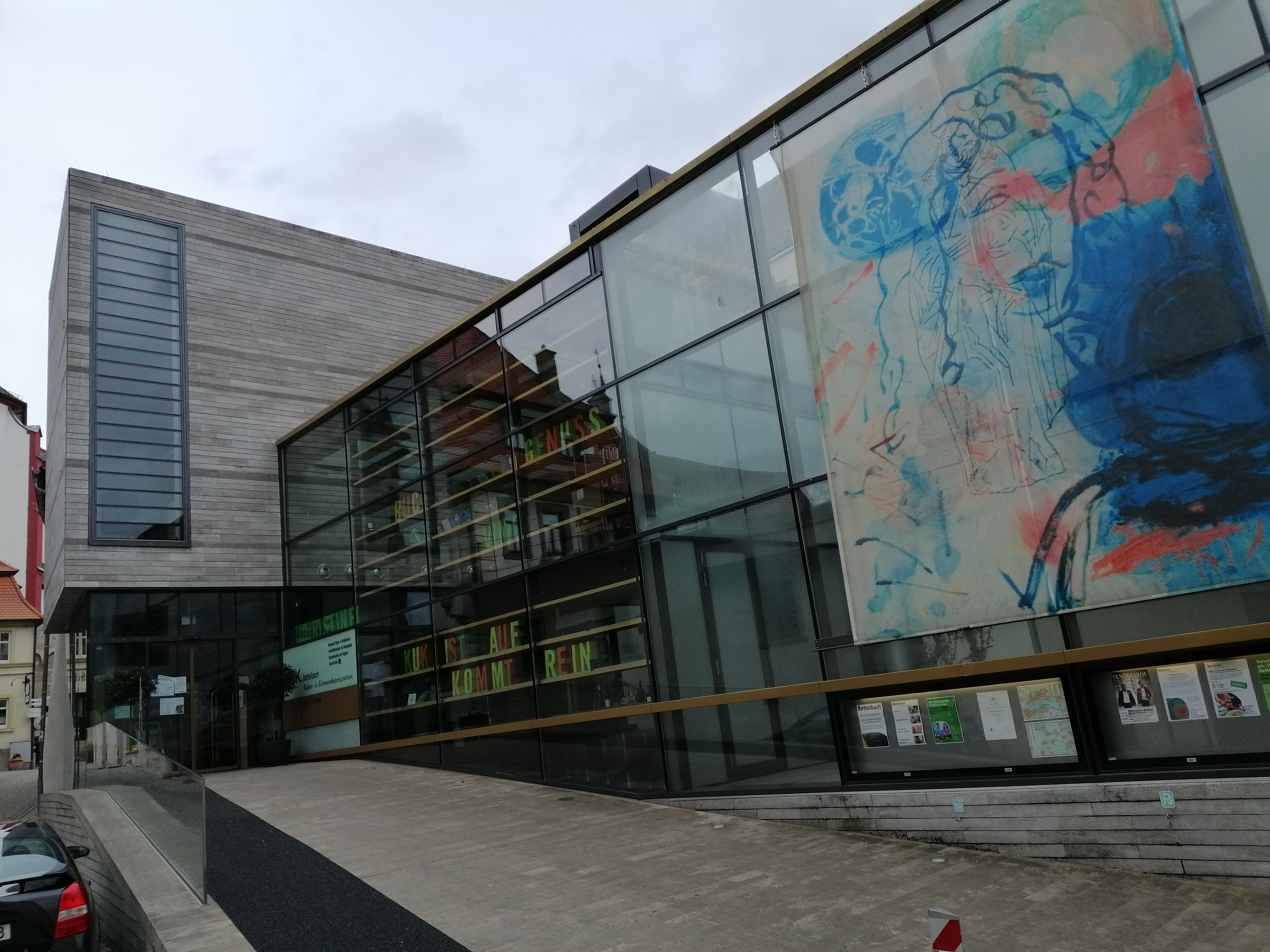
Das Museum wird über das KuK Dettelbach betreten

Das Museum „Pilger & Wallfahrer“ ist heute zwischen Markt und Rathaus im Kultur- und Kommunikationszentrum untergebracht. Teile der Ausstellung befinden sich außerdem im Haus Markt 13. Das Museum steht mit der jahrhundertealten Wallfahrtstradition zur Kirche Maria im Sand am Rande der Stadt in Verbindung und wurde im Jahr 2008 durch das Kunstreferat der Diözese Würzburg eröffnet. Im Zentrum der Ausstellung stehen Objekte, die mit der Wallfahrt nach Dettelbach in Verbindung stehen.
Beim Museum „Pilger & Wallfahrer“ handelt es sich um ein christliches Kunstmuseum. Insgesamt sind im Museum fast 300 Exponate auf 335 Quadratmetern zu finden. Besondere Bedeutung hat das sogenannte Mirakelbuch von Dettelbach des Würzburger Weihbischofs Eucharius Sang. Es beleuchtet viele Wunder, die sich hier ereigneten und wurde zu einem der 100 Heimatschätze Bayerns gewählt. Neben vielen alten Darstellungen des Dettelbacher Gnadenbildes sind im Museum auch moderne Interpretationen der Themen Leid und Sinnsuche zu finden. → siehe auch: Mirakelbuch von Dettelbach

#### Kolping- und Handwerksmuseum
Das Kolping- und Handwerksmuseum besteht im Obergeschoss des Falterturmes im Nordosten der Dettelbacher Altstadt. Das Museum entstand nach dem Zweiten Weltkrieg und geht auf die Initiative des Dettelbachers Günter Pfrang zurück. Der sogenannte Kolpingraum beleuchtet die Geschichte der Kolpingfamilie, die 1857 in der Stadt gegründet wurde. Außerdem wird eine Auswahl an Objekten präsentiert, die den Handwerkszweigen innerhalb der Stadt zugeordnet werden können. Ebenso steht die christliche Tradition der Stadt im Fokus der Ausstellung.

#### Heimatmuseum Haslau und Umgebung
Die besondere Verbindung der Stadt Dettelbach mit den deutschsprachigen, ehemaligen Bewohnern des heutigen Hazlov in Tschechien steht im Heimatmuseum Haslau und Umgebung im Vordergrund. Es wurde im ehemaligen Kirchnerhaus am Rande der Kirchenzinne untergebracht (Adresse Kirchplatz 2). Die (deutsche) Geschichte der Stadt wird anhand verschiedener Objekte auf ca. 140 m² betrachtet. Dabei geht die Schau besonders auf das Alltagsleben in der ehemaligen Textilstadt ein.

### Dettelbacher Muskatzinen
Ähnlich wie in anderen Wallfahrtsorten werden auch in Dettelbach sogenannte Muskatzinen (auch Muskazinen) als Süßspeise hergestellt. In der Stadt soll die Tradition auf den Zuckerbäcker Urban Degen zurückgehen, der im 19. Jahrhundert eine Bäckerei betrieb. Er komponierte ein Gebäck aus Muskat und mehreren Gewürzen und gab diesen um 1850 den Namen Muskatzine. Die Hauptzutat Muskat gab dem Backwerk den Namen. Das Gebäck erhielt die Form einer Krawattenschleife und wurde mit einem Holzmodel hergestellt.

### Dreieinigkeitskirche
Seit dem Jahr 1992 besteht in der Dettelbacher Siedlung die protestantische Dreieinigkeitskirche. Sie wurde in der Weingartenstraße südöstlich der Altstadt errichtet. Nachdem der Protestantismus bereits kurz nach Luthers Thesenanschlag 1517 in Dettelbach viele Anhänger gefunden hatte, wurde sein Einfluss bis nach dem Dreißigjährigen Krieg zurückgedrängt. Erst im 20. Jahrhundert, vor allem nach dem Zweiten Weltkrieg, siedelten sich vermehrt Protestanten in den Neubaugebieten der Stadt an. Im Jahr 1991 wurde die Dreieinigkeitskirche gebaut, ein Jahr später wurde sie eingeweiht.
Die Kirche ist ein geosteter Saalbau mit einem hohen Satteldach. Auf der Ostseite ist ein Dachreiter mit einer kleinen Glocke angebracht. Eine Besonderheit stellt der offene dreieckige Dachgiebel dar. Die Ausstattung, überwiegend aus Holz, kam zur Zeit der Erbauung in die Kirche. Innen ist eine Empore rundum angebracht. Im Jahr 2010 wurden Glasfenster von Johannes Schreiber eingebaut, die mit der sogenannten Fusing-Technik bemalt sind.

### Skulpturenweg „Pilgervolk“
Im Zuge des 500-jährigem Jubiläums der Wallfahrt nach Dettelbach initiierte der Kulturhistorische Kreis Dettelbach 2005 ein Bildhauersymposium in der Stadt. Ein Skulpturenweg wurde geplant, um die lange Tradition der Bildhauerkunst in Dettelbach darzustellen. Bereits die ersten Pilger wurden von einem Bildstock, einer Steinplastik, hierher gezogen. Treibende Kraft hinter dem Symposium und der Anlage des Skulpturenweges war der Deutsch-Amerikaner Roger Bischoff. Der Weg lehnt sich an einen Pilgerpfad an.
Insgesamt begannen im Juni 2005 sieben Bildhauer und Bildhauerinnen aus ganz Europa an den Kunstwerken zu arbeiten. Emanuela Camacci aus Italien schuf die Figur „In Transito“. Ein steinernes Viereck umgibt einen kleineren, ebenfalls aus Stein geschaffenen Ring. Die Schweizerin Caroline Bachmann arbeitete an „Den Acht“, die als archaisch anmutende Köpfe in einen groben Steinklotz gehauen wurden. Winnie Henke arbeitete aus seiner Steinskulptur „Unterwegs“ eine bewegungslose, menschliche Gestalt heraus.
Die Irin Eileen MacDonagh arbeitete in ihrer Darstellung der „Kilian‘s Rest“ die Verbindungen Frankens mit ihrer Heimat hervor. Entstanden ist ein Rastplatz, der dem Pilger als Rückzugsort dienen kann. Weitere Arbeiten wurden von Susanne Tunn, Hermann Gschaider und Miloslav Chlupáč geschaffen. Alle Skulpturen verteilen sich heute über das Dettelbacher Stadtgebiet und seine Gemarkung. Besonders viele Objekte des Symposiums sind in der sogenannten „Anlage“ im Süden der Altstadt zu finden.

### Sagen

#### Der Baumeister des Rathauses

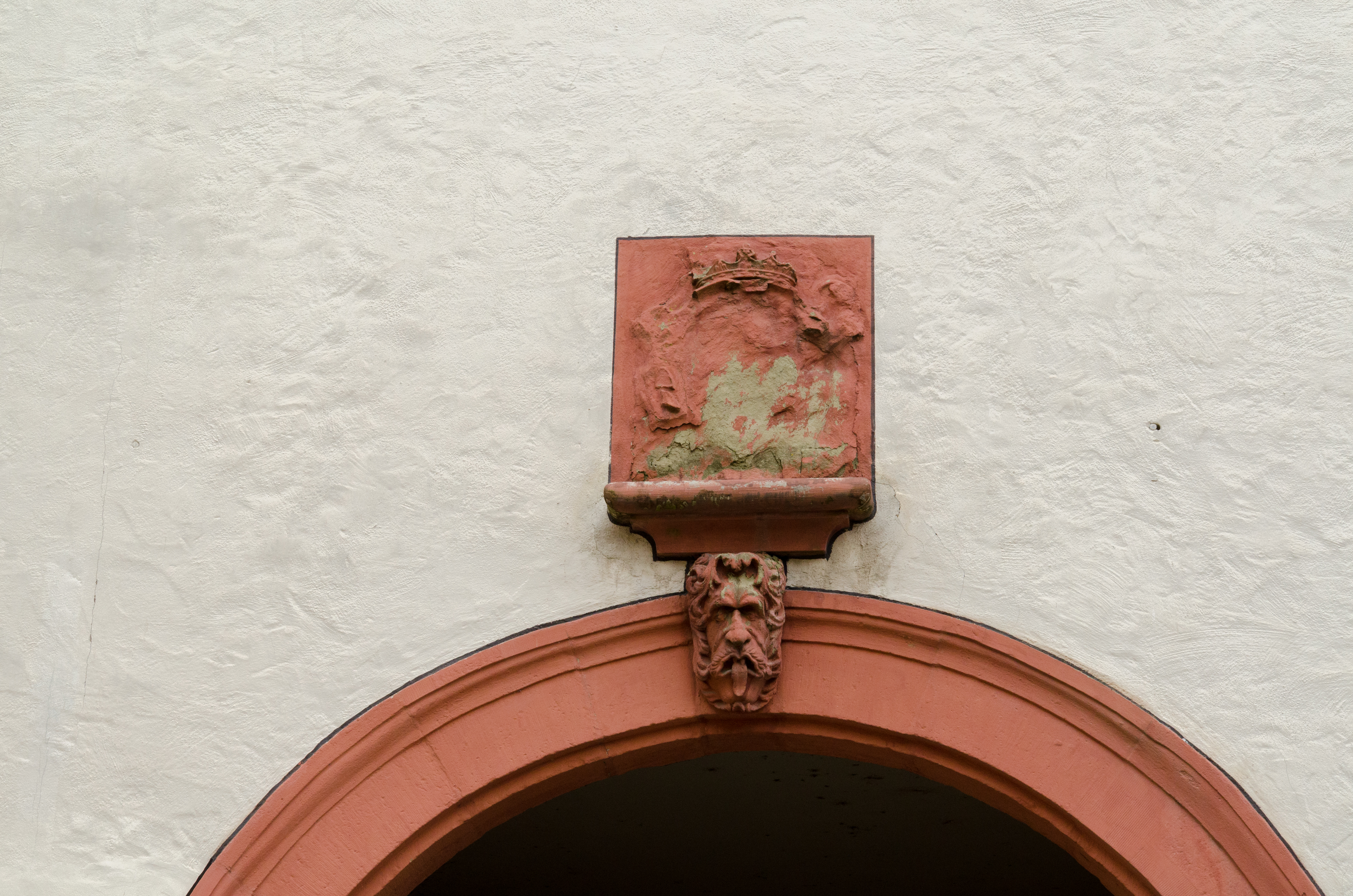
Der „Zungenblecker“ am Dettelbacher Rathaus

Die bekannteste Dettelbacher Sage handelt vom Baumeister des Rathauses. Nach der Stadterhebung begann man ein neues Rathaus zu errichten, das ganz aus Stein gebaut sein sollte. Der Baumeister legte den Stadträten seine Pläne vor und sagte: „Ich kann das Rathaus so groß und geschickt anlegen, dass es drei Menschen zur gleichen Zeit betreten können, ohne einander zu sehen!“ Die Räte glaubten ihm nicht und verspotteten den Mann. Einer sagte: „Das ist schlichtweg unmöglich! Eher kannst du dich selbst am Arsch lecken, als dass du es schaffst dieses Vorhaben zu verwirklichen!“
Dem Baumeister aber gelang das Angekündigte. Das Rathaus erhielt insgesamt drei Zugänge, die alle drei nicht vom Standort des anderen einsehbar waren. Zum Hohn für seine Kritiker ließ er am Westportal einen Fratzenstein mit herabhängender Zunge anbringen. Die Sage gilt als die bekannteste Erzählung aus Dettelbach und weist sogar auf einen wahren Kern hin. Am Fuße einer pyramidenförmigen Fiale oberhalb der Dachtraufe findet sich eine Figur, die versucht, der Tätigkeit, die der eine Stadtrat ins Gespräch brachte, nachzukommen.

#### Das Gespenst im Chorstuhl
Die Mönche im Dettelbacher Franziskanerkloster feierten das nächtliche Stundengebet. Beim Hinausgehen fiel einem der Geistlichen auf, dass ein Mönch zu viel an der Versammlung im Chor der Wallfahrtskirche teilgenommen hatte. Er informierte den Guardian, der ihm einschärfte, wachsam zu sein und zu melden, wenn sich der Vorfall wiederholen sollte. Als die Mönche in der kommenden Nacht wieder beten wollten, war wieder ein Mann zu viel unter ihnen und der Mönch rief nach dem Guardian.
Dieser stellte den zusätzlichen Kleriker zur Rede. Daraufhin antwortete der seltsame Gast: „Ich bin im Fegefeuer und ich muss, weil ich hier zu Lebzeiten beim Gebet oft und immer wieder eingeschlafen bin, so lange leiden und hier erscheinen, bis ich durch eine Strafe, die Ihr mir auferlegt, von meiner Buße befreit bin.“ Daraufhin befahl ihm der Guardian, auch am nächsten Abend zum Gebet zu erscheinen. Der Geist tat wie ihm geheißen und betete lauter als viele andere Mönche. In der folgenden Nacht blieb er verschwunden und tauchte auch danach nie mehr auf.

#### Vom verwunschenen Siebener
Einige Kaufleute aus Würzburg wollten von Dettelbach aus in ihre Heimatstadt zurückkehren. Es wurde bereits dunkel, als sie an der sogenannten „Sieben-Köpfe-Marter“ vorbeikamen. Plötzlich sahen sie ein Licht, das von einem seltsamen Klopfen begleitet war. Einer der Männer erklärte den Anderen: „Das ist der Steinklopfer! Er erscheint immer wieder des Nachts an dieser Stelle!“ Sie näherten sich und erkannten einen Mann, der mit einem Hammer Steine zerklopfte. Neben ihm stand eine Laterne, die die Szenerie in fahles Licht tauchte.
Der Steinklopfer hatte seinen Dreispitz tief ins Gesicht gezogen, sodass man sein Gesicht nicht erkennen konnte. Als sich die Kaufleute an der unheimlichen Gestalt vorbeischleichen wollten, ging plötzlich mit einem lauten Knall die Laterne zu Bruch. Als die Männer sich umdrehten, sahen sie, wie sich der Steinklopfer mit lautem Geschwirre verschwand. Man erzählte sich, dass es ein verwunschener Siebener gewesen sei, der die Marksteine auf unredliche Weise versetzt hatte. Zur Strafe muss er bis zum Jüngsten Tag Steine klopfen.

#### Der Schwarze Mann
Am 18. Februar 1644 nahm der Dettelbacher Stadtrat eine Geistererscheinung in seine Protokolle auf. Der Bürger Michael Krenzheimer berichtete, dass er auf der Wiese des verstorbenen Peter Schollens einen schwarzen Mann gesehen habe. Als er auf ihn zuging, verschwand der Unbekannte. Zehn Wochen später begegnete er, zusammen mit dem Knecht des Küffleinsmüllers, wiederum einem schwarzgewandeten Mann auf Höhe der Wiese. Der Knecht bedrohte den Unbekannten, der daraufhin verschwand, ohne Spuren zu hinterlassen.

## Wirtschaft und Infrastruktur

### Wirtschaft

#### Tourismus
Der Tourismus, insbesondere der Kulturtourismus, spielt für die Stadt Dettelbach heute eine herausragende wirtschaftliche Rolle. Hierzu trägt die Kulturlandschaft mit den Weinbergen und dem Main ebenso bei wie die historische Dettelbacher Altstadt. Vorläufer der heutigen Besucher sind bereits seit dem 16. Jahrhundert nachzuweisen. Durch das Aufleben der Wallfahrt nach Dettelbach kamen immer wieder Fremde in die Stadt. Noch heute ist der Wallfahrts-Fremdenverkehr mit rund 8.000 Pilgern pro Jahr von einiger Bedeutung.
Erst im 20. Jahrhundert professionalisierte sich der Tourismus. Noch vor dem Zweiten Weltkrieg gründete sich in der Stadt ein Verkehrs- und Gewerbeverein, der die frühe Vermarktung der Stadt übernahm. Der Verein wurde in den 1970er Jahren durch Oskar Dauenhauer und Ludwig Winkler wiederbelebt und begann Stadtführungen anzubieten. Dettelbach war nun auch auf kleineren Touristik-Messen vertreten. Erst 1984 richtete der Verein ein Büro in der Dettelbacher Altstadt ein.
Im Zuge der Rathaussanierung im Jahr 1990 verlegte man das Tourismus-Büro ins Erdgeschoss des ehemaligen Verwaltungsbaus. Hier entstand auch die erste Vinothek im Landkreis Kitzingen. Einen zentralen Anlaufpunkt erhielt die Stadt mit dem Bau des Kultur- und Kommunikationszentrums (KuK), das am 1. August 2008 eingeweiht wurde. Hier sind unter anderem eine Touristinformation und eine Vinothek untergebracht. Im Jahr 2010 suchten ca. 90.000 Besucher das KuK in der Dettelbacher Altstadt auf.

#### Weinbau
Dettelbach ist heute bedeutender Weinbauort im Anbaugebiet Franken. Insgesamt zwei Weinlagen existieren um das Dorf, der Wein wird seit den 1970er Jahren unter den Namen Dettelbacher Berg-Rondell und Dettelbacher Sonnenleite vermarktet. Daneben besteht mit dem Dettelbacher Honigberg eine eigene Großlage. Dettelbach ist Teil des Bereichs Volkacher Mainschleife, bis 2017 waren die Winzer im Bereich Maindreieck zusammengefasst. Die Muschelkalkböden um Dettelbach eignen sich ebenso für den Anbau von Wein, wie die Lage in der Maingauklimazone, die zu den wärmsten Deutschlands gehört.

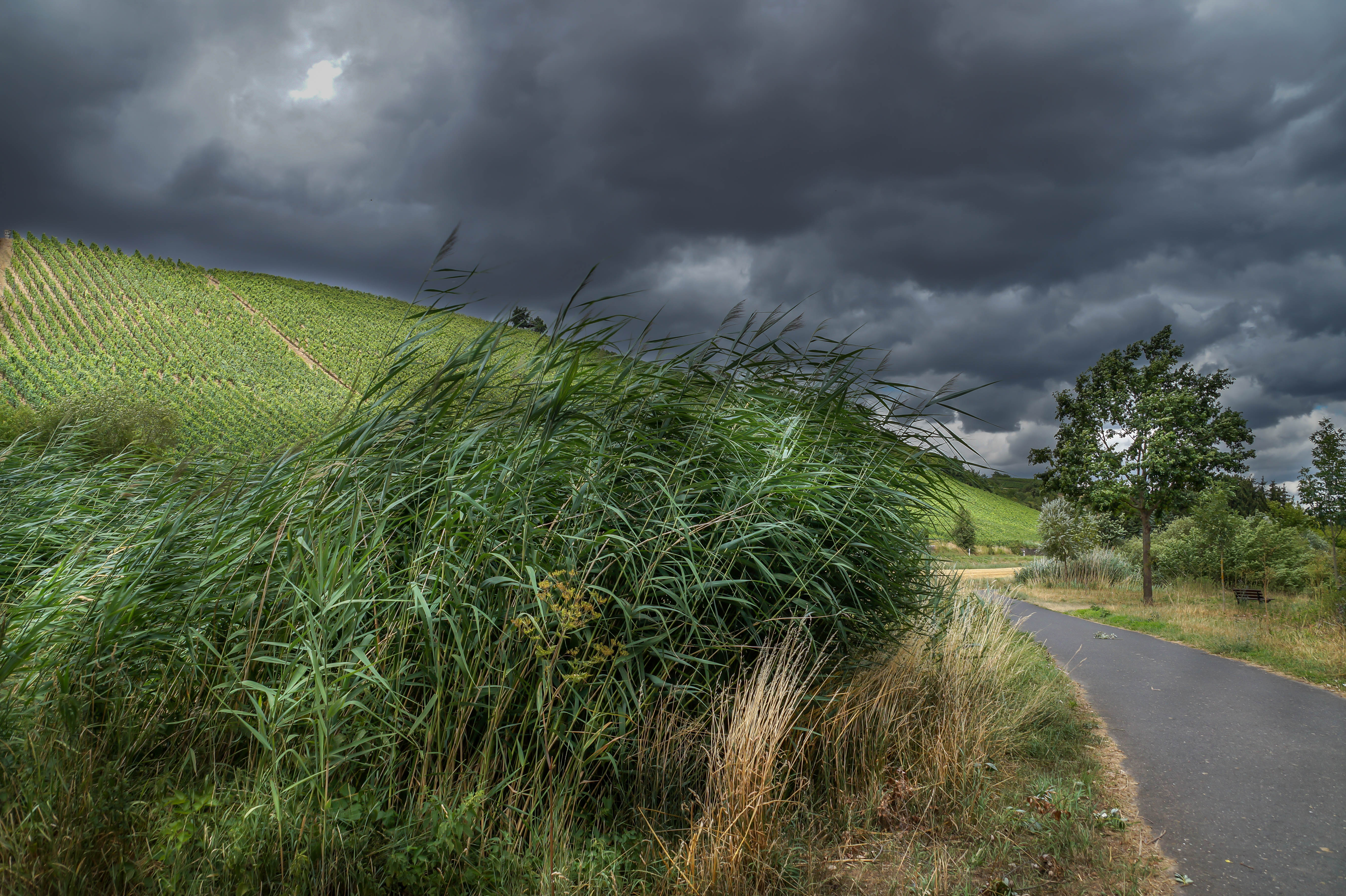
Weinberge in der Nähe von Dettelbach

Bereits seit dem Frühmittelalter betreiben die Menschen um Dettelbach Weinbau. Die fränkischen Siedler brachten wohl im 7. Jahrhundert die Rebe mit an den Main. Im Mittelalter gehörte die Region zum größten zusammenhängenden Weinbaugebiet im Heiligen Römischen Reich. Die Menschen betrieben zumeist Nebenerwerbsweinbau zur Selbstversorgung, gleichzeitig bildeten sich bereits Exportzentren insbesondere entlang des Maines heraus.
Der Weinbau in Dettelbach wurde erstmals am Ende des 15. Jahrhunderts fassbar, als das Würzburger Salbuch insgesamt „70 Acker Weingarten“ in Dettelbach verzeichnet. Bis zum Ende des Mittelalters bestanden um den Ort wohl fast 500 ha Weinreben. Mit dem Dreißigjährigen Krieg sank die Zahl dann drastisch, so dass 1638 nur noch rund 180 ha mit Reben bestockt waren. Dettelbach exportierte den Wein auch, allerdings wurde überwiegend für den Eigenbedarf auf kleinen Flächen angebaut.
Der Weinbau erlebte nach der Säkularisation zu Beginn des 19. Jahrhunderts einen umfassenden Niedergang. Vor allem klimatisch weniger begünstige Lagen gab man vollständig auf. Zusätzlich erschwerte das Aufkommen von Schädlingen wie der Reblaus den Anbau. So waren 1914 nur noch 56 ha um Dettelbach mit Reben besetzt. Konsolidieren konnte sich die Weinbauregion Franken erst wieder in der zweiten Hälfte des 20. Jahrhunderts. Der Einsatz von Düngern und verbesserte Anbaumethoden hatten dazu ebenso beigetragen wie die Organisation in Genossenschaften und die Flurbereinigung der 1970er Jahre. Sinnfälligstes Symbol für den Wiederaufstieg des Weinbaus ist das sogenannte Altstadt-Weinfest, das jährlich Ende Juni vor dem Rathaus gefeiert wird und zu den größeren Festen in Anbaugebiet zählt. In Dettelbach ist das VDP-Weingut Weingut Glaser-Himmelstoss mit einem Standort vertreten.
| Weinlage     | Größe 1993 | Himmelsrichtung | Hangneigung | Hauptrebsorten           | Großlage               |
| ------------ | ---------- | --------------- | ----------- | ------------------------ | ---------------------- |
| Berg-Rondell | 80 ha      | Südosten        | 25–50 %     | Silvaner, Müller-Thurgau | Dettelbacher Honigberg |
| Sonnenleite  | 75 ha      | Süden           | 20–25 %     | Müller-Thurgau           | Dettelbacher Honigberg |

#### Weitere Wirtschaftszweige
Neben dem Weinbau spielt für Dettelbach die Landwirtschaft eine Rolle. In der Stadt bestehen mehrere Einzelhandels- und Dienstleistungsunternehmen, die sich entlang der Staatsstraße 2450 angesiedelt haben. In der Altstadt selbst bestehen lediglich kleinere Dienstleistungsgeschäfte. Diese Geschäfte entstanden wohl vor allem für die Dettelbach aufsuchenden Touristen. In Dettelbach existieren Filialen der VR Bank Kitzingen und der Sparkasse Mainfranken Würzburg. Als Unterzentrum erfüllt die Stadt die Grundversorgung der Orte der Umgebung zu decken. Geschäfte und Institutionen des gehobenen Bedarfs sind in den nächsten Mittelzentren Kitzingen und Volkach zu finden.
Die Industrialisierung setzte in Dettelbach erst in den 1960er Jahren ein und blieb auf einige, wenige Firmen beschränkt, die sich heute vor allem im Gewerbegebiet Dettelbach-Ost konzentrieren. Mit den Bayerischen Fulguritwerken siedelte sich 1962 ein erstes produzierendes Unternehmen in der Stadt an, die jahrhundertelang bereits von kleineren Steinbrüchen geprägt war. Im Gewerbegebiet-Ost wurde nach dem damaligen Direktor der Fulgurit-Werke die Adolf-Oesterheld-Straße benannt. Heute hat außerdem der Discounter Schum EuroShop seinen Sitz in Dettelbach. → siehe auch: Schum EuroShop

### Verkehr
Dettelbach liegt verkehrsgünstig zwischen Würzburg und dem Steigerwaldvorland. Ganz im Süden führt die Bundesautobahn 3/Europastraße 45 durch die Gemarkung. Der Main wird über die Mainbrücke Dettelbach überwunden. Der Hauptort Dettelbach besitzt keinen eigenen Autobahnanschluss. Eine Bundesstraße liegt nicht auf dem Gebiet des Gemeindeteils, allerdings übernimmt die Staatsstraße 2450, die vom Mainfrankenpark/Kreuz Biebelried in Richtung Schwarzach geführt wird, eine wichtige überregionale Verbindungsposition. → siehe auch: Mainbrücke Dettelbach

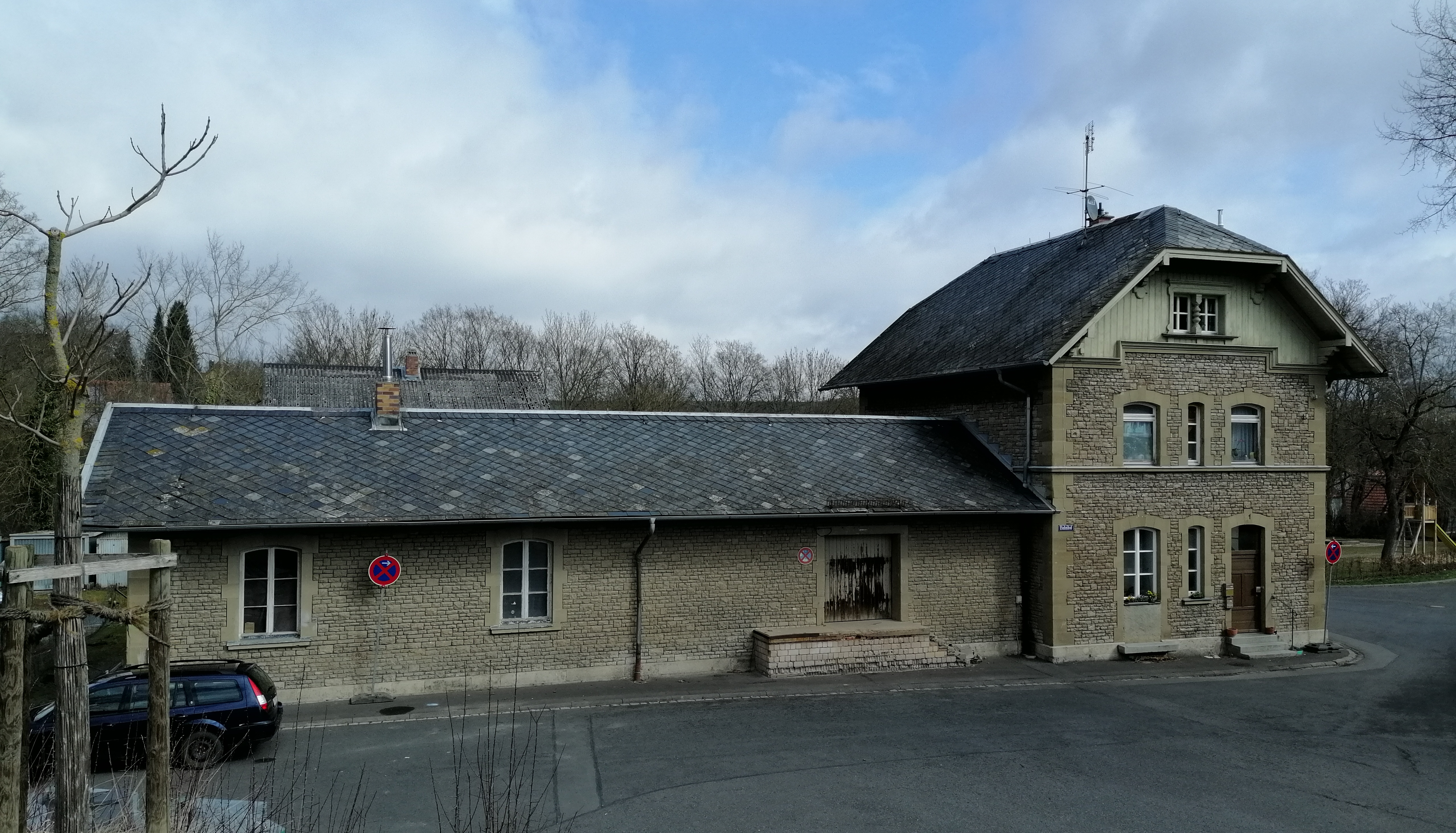
Der Endhaltepunkt der Bahnstrecke Dettelbach Bahnhof-Dettelbach Stadt

Die historische Bedeutung dieser Ost-West-Verbindung für die Stadtentwicklung ist auch heute noch durch die Anlage der mittelalterlichen Kernstadt ablesbar. Die Stadt engagierte sich in den 1890er Jahren beim Bau der ersten Schwarzenauer Mainbrücke, die außerhalb der Dettelbacher Gemarkung lag, aber die Verbindungen der Stadt in ihr östliches Umland verbesserte. Erst 1956 bis 1958 entstand die heutige Umgehungsstraße, die von Nordwesten kommend im südlichen Stadtgebiet zwischen Altstadt und Mainufer verläuft. → siehe auch: Mainbrücke Schwarzach am Main
Eine weitere überregionale Straßenverbindung existiert mit der Staatsstraße 2270. Sie wird von Mainstockheim kommend durch das Zentrum der Altstadt geführt und verläuft dort als Straße Am Bach bzw. Schweinfurter Straße. Die Staatsstraße übernimmt die Verbindung Dettelbachs mit den nördlich gelegenen Ortsteilen. Nur regionale Bedeutung hat die Kreisstraße KT 25, die von Neuses am Berg kommend, vor dem Dettelbacher Faltertor mündet. Sie bildet die historische Verbindung zwischen der Stadt und der Mainschleifenregion.
Die Kernstadt Dettelbach besitzt heute keine Anbindung an die Schiene mehr. Im Jahr 1900 entstand allerdings im Nordwesten der Altstadt ein kleiner Bahnhof, der den Endhaltepunkt der Bahnstrecke Dettelbach Bahnhof-Dettelbach-Stadt bildete. Die Nebenstrecke wurde 1960 für den Personenverkehr stillgelegt, 1967 folgte auch das Ende des Güterverkehrs. Die historische Bedeutung der Stadt führte allerdings dazu, dass der etwa 5 Kilometer südwestlich der Stadt gelegene Haltepunkt der Bahnstrecke Fürth–Würzburg nach Dettelbach benannt wurde. → siehe auch: Bahnstrecke Dettelbach Bahnhof–Dettelbach Stadt
Nur noch kulturtouristische Bedeutung besitzt die historische Verbindung zwischen Mainsondheim und Dettelbach, die noch heute durch eine Wagenfähre auf dem Main garantiert wird. Das Fährrecht lag allerdings immer schon in den Händen der Mainsondheimer, sodass Dettelbach nur Nutznießer der Fährverbindung ist. Der Main selbst war für die Stadt historisch eher unbedeutend. Die Siedlung selbst entstand am nicht schiffbaren Bach Dettel. Seit der Kanalisierung des Mains besitzt Dettelbach einen kleinen Flusshafen im Gewerbegebiet Dettelbach-Ost. → siehe auch: Mainfähre Mainsondheim

### Bildung
In der Stadt Dettelbach sind heute eine Grundschule und eine Realschule angesiedelt. Für die frühkindliche Bildung bestehen mehrere Kindergärten. Die Mittelschule, die an die Grundschule angeschlossen war, wird seit dem Jahr 2020 abgewickelt. Erstmals urkundlich überliefert wurde eine Schule in der Stadt im Jahr 1612. Der Schulmeister musste als städtischer Angestellter einen Eid schwören. Unklar ist, wo genau die Schule untergebracht war. Junge Mädchen erhielten erst im 19. Jahrhundert die Möglichkeit auf Schulbildung, als die Franziskanerinnen in der Falterstraße (ehemaliges Haus Nr. 20) eine Schule einrichteten. Die jüdische Gemeinde unterhielt ebenfalls eine Schule.
| Name             | Amtszeit  |
| Sebastian Köhler | 1948–1964 |
| Anton Eberle     | 1964–1972 |
| Lorenz Rüttinger | 1972–1985 |
| Hans Bauer       | 1985–2008 |
| Jutta Fey        | 2008–2016 |
| Thomas Riehle    | seit 2016 |

Während der Frühen Neuzeit bestand in Dettelbach außerdem eine Hochschule, die von den Franziskanern in den Baulichkeiten des Klosters eingerichtet worden war. Bereits im Stiftungsbrief des Jahres 1613 ist von der profunden Ausbildung der Priester die Rede. Bis 1789 wurde der Ordensnachwuchs hier lediglich in Theologie unterrichtet. Danach führte man auch das Studium der Kirchengeschichte ein. 1925 entstand im Kloster ein Vorbereitungsseminar für die Aufnahmeprüfungen der Gymnasien in Bamberg und Landshut. Die Klosterschule wurde 1937 von den Nationalsozialisten aufgehoben.
Das Grundschulwesen in Dettelbach war noch nach dem Zweiten Weltkrieg von dezentralen Unterkünften geprägt, vier Klassen waren in der ehemaligen jüdischen „Bachschule“ nahe dem Rathaus untergebracht. In der Stadt wurden 1945 310 Schüler und Schülerinnen unterrichtet. Im Jahr 1952 wurden erstmals Pläne für einen zentralen Schulhausneubau in der Luitpold-Baumann-Straße vor dem Faltertor vorgelegt. Das neue Schulhaus wurde am 1. August 1954 seiner Bestimmung übergeben. Die Schule erfuhr in den folgenden Jahrzehnten mehrere Anbauten. Insbesondere nach der Auflösung der Konfessionsschulen im Jahr 1969 erhöhte sich die Schülerzahl dramatisch. Dettelbach bildete nun den zentralen Schulort für die späteren Ortsteile (außer Mainsondheim) und Prosselsheim/Seligenstadt.
Die Dettelbacher Rudolf-von-Scherenberg Volksschule, benannt nach dem Stadtgründer und Würzburger Fürstbischof, ist heute Teil des Schulverbandes Dettelbach-Volkach. Direkt neben dem Schulgebäude der Volksschule ist seit 1969 die Staatliche Realschule Dettelbach untergebracht. Die Schule wurde als Internationale Nachhaltigkeitsschule und MINT-freundliche Schule ausgezeichnet. → siehe auch: Staatliche Realschule Dettelbach
Im Jahr 1950 eröffnete außerdem eine Zweigstelle der Volkshochschule Kitzingen in Dettelbach. Die Leitung hat Iris Wienhold inne. Dettelbach ist in ein dichtes Schulnetz eingebunden. So kann die Mädchenrealschule in Volkach besucht werden. Gymnasien gibt es in Münsterschwarzach (Egbert-Gymnasium), Volkach-Gaibach (Franken-Landschulheim Schloss Gaibach), Wiesentheid (Steigerwald-Landschulheim) und Kitzingen (Armin-Knab-Gymnasium).

### Vereine und Verbände

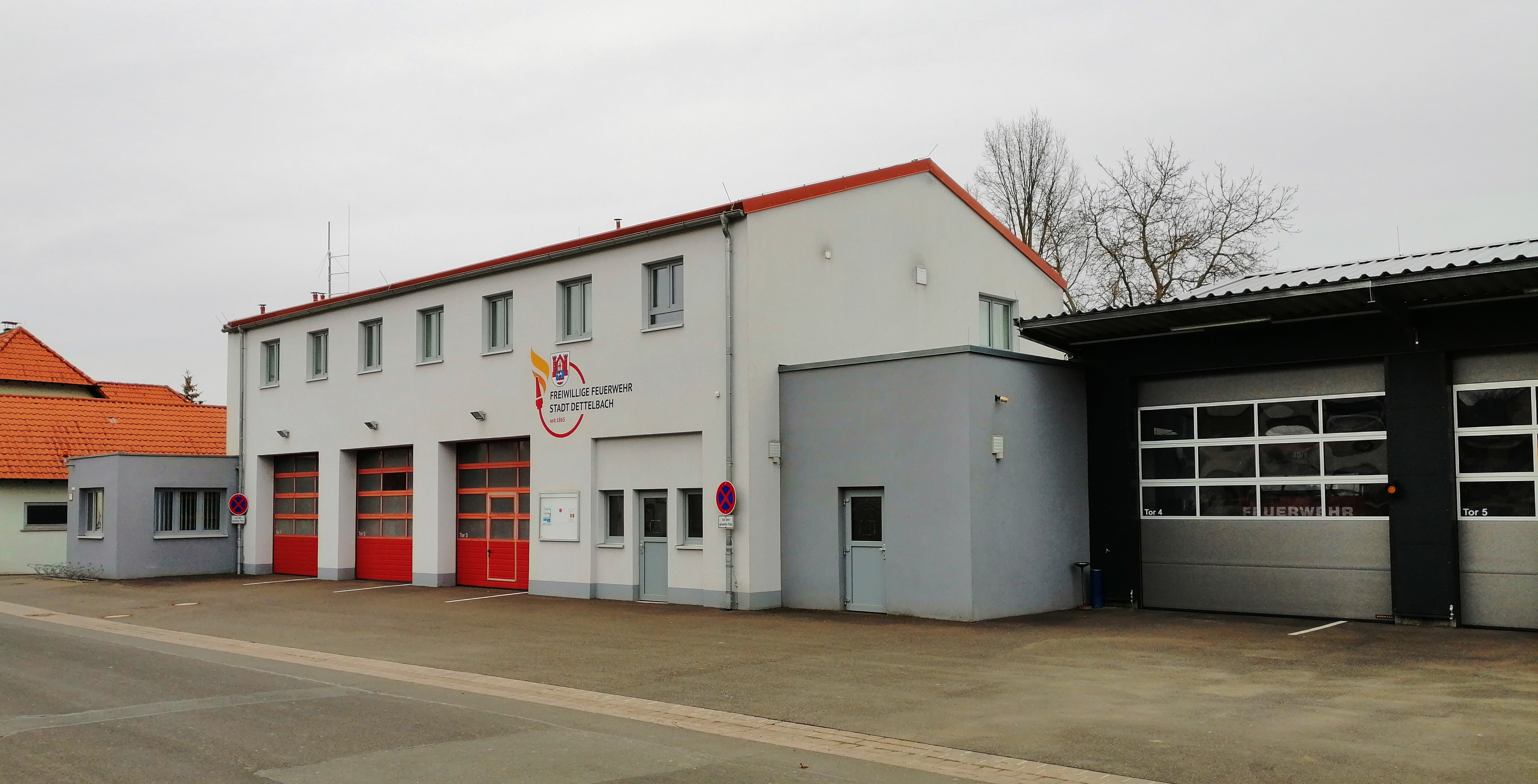
Das Feuerwehrhaus von Dettelbach, Würzburger Straße

| - 1. FCN Fanclub Weinfranken Dettelbach - Bayerisches Rotes Kreuz Bereitschaft - BRK Wasserwacht Dettelbach - Dettelbach und Ortsteile 2009 (DuO) - Dettelbacher Karnevalsgesellschaft - Deutsch-Österreichische Gesellschaft - FC Bayern Fanclub Dettelbach/1991 - Freie Wähler | - Freiwillige Feuerwehr mit Feuerwehrverein - Gesang- und Orchesterverein - Heimatverein Haslau und Umgebung - Judoclub Dettelbach - Jugendtanzsportclub Dettelbach - Kulturhistorischer Kreis Dettelbach - Ortsgruppe des Landesbundes für Vogelschutz - Ländlicher Reit- und Fahrverein | - Natur- und Wanderfreunde - Offener Jugendtreff - Schützengesellschaft Dettelbach von 1471 - Sing- und Musikschule Dettelbach-Schwarzach - Sportanglerverein - Turnverein 1862 mit mehreren Abteilungen - UCW-Ortsverband - Verkehrs- und Gewerbeverein |

## Persönlichkeiten

### Söhne und Töchter der Stadt

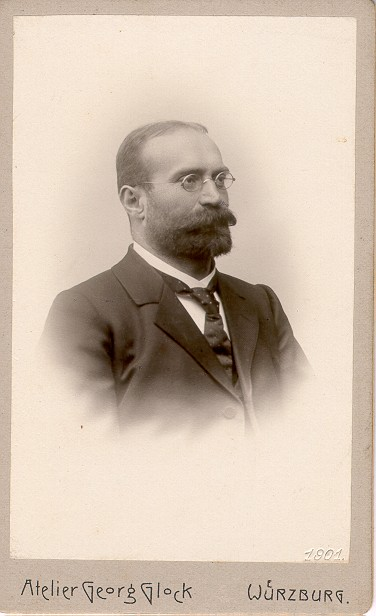
Der Staatsminister Georg von Breunig

Die Stadt brachte bereits im Spätmittelalter mehrere Kleriker, die in überregionalen Gremien und Institutionen wirkten. So wirkte Kilian Horn (1437–1510) im Jahr 1484 als Rektor der Universität Wien. Aus Dettelbach stammte der Münsterschwarzacher Abt Paulus († 1505). Paulus wurde 1503 zum Abt gewählt und starb bereits zwei Jahre später an der Syphilis. Wesentlich länger wirkte der Augustiner-Chorherr Johann Molitor (* 16. Mai 1576; † 20. August 1639). Er war geistlicher Schriftsteller und stand zwischen 1613 und 1639 mehrmals den Stiften Heidenfeld und Triefenstein vor. Der Abt Maurus Faber († 1665) wurde in der ersten Hälfte des 17. Jahrhunderts zum Rektor der Universität Würzburg ernannt. Er wirkte zuvor ab 1640 als Benediktinerabt des Würzburger Stephansklosters. Als Künstler tat sich Johann Michael Becker (1703–1777) hervor. Mit Johann Georg Bullmann (* 1740; † 1811 in Augsburg) war in Augsburg als Verleger tätig.
In der zweiten Hälfte des 17. und der ersten des 18. Jahrhunderts wirkten mehrere Männer als frühe Naturwissenschaftler. Johann Zacharias Fürst († 1701) wurde Leibarzt des Kurfürsten von Trier, Johann Simon Bauermüller (* 1679; † 1737) bekleidete den Lehrstuhl für Anatomie an der Universität Würzburg. Der Förster Aloys Schedel (* 1. Mai 1766; † 19. Juli 1827) legte in seiner Freizeit ein Naturalienkabinett an und wurde Mitglied der Leopoldina. Ignaz Denzinger (* 21. Juli 1782; † 7. Februar 1862) tat sich als Historiker an den Universitäten Lüttich und Würzburg hervor. Er schrieb einen Aufsatz zur Geschichte Dettelbachs. Bereits in bayerischer Zeit ging der Arzt Franz Christoph von Rothmund (* 28. Dezember 1801; † 30. November 1891) nach München und wurde hier Ordinarius für Chirurgie.
Michael Schmerbach (* 15. März 1824, Spitzname Bachel, † 29. März 1886 in Ettleben) gilt als örtliches „Original“. Er wurde als Sohn eines Schneidermeisters in Dettelbach geboren. Schmerbach, Bruder des Pfarrers Konrad Schmerbach (1818–1879), besuchte mehrere Gymnasien, war aber wegen seiner Streiche immer vom Rauswurf bedroht. In Augsburg machte er schließlich Abitur. Anschließend begann er ein Studium an der Universität Würzburg, dass sich insgesamt 26 Semester hinzog. Er war Assistent von Rudolf Virchow, wurde mit einer Arbeit über den Kretinismus in Franken zum Doktor der Medizin promoviert und war noch bis 1860 als freier Journalist tätig, ehe er in Rothenbuch im Spessart eine Praxis eröffnete, danach von 1865 bis 1878 in Burkardroth praktizierte und anschließend wieder in Rothenbuch. Schmerbach veröffentlichte unter anderem autobiographische Texte und versah diese mit eigenhändigen Zeichnungen. Er war zudem bis 1859 Herausgeber der satirischen Zeitschrift Würzburger Stechäpfel.

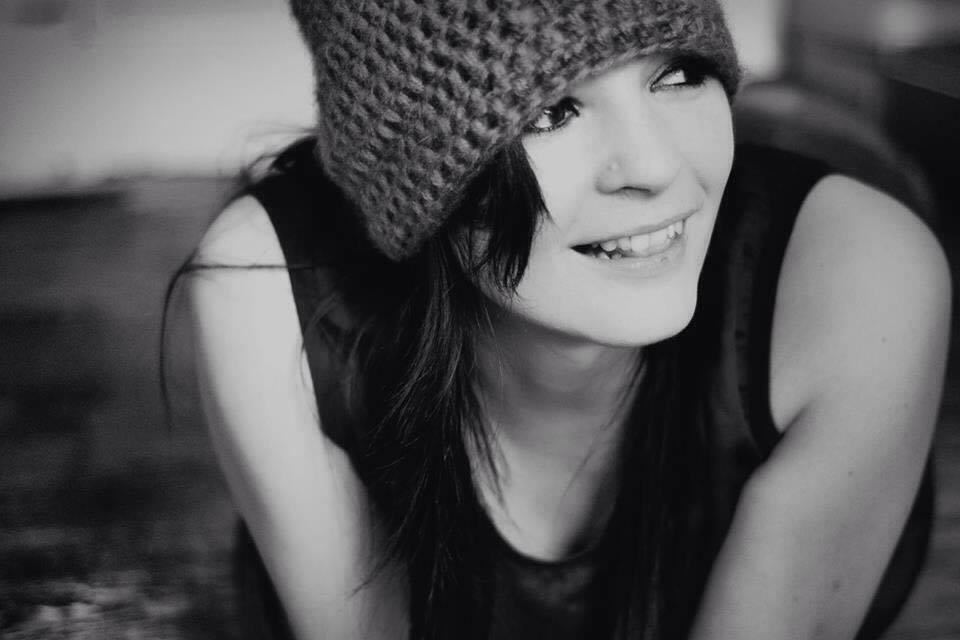
Die Schriftstellerin Susanne Glanzner

Mit dem Heimatdichter Joseph Kram (* 20. Februar 1852; auch Josef; † 19. März 1874) brachte die Stadt einen Künstler hervor, der vor allem in fränkischer Mundart schrieb. Ausgebildet wurde Kram als bildender Künstler, so wurde er 1873 Mitglied der Kunstakademie München. Krams bekanntestes Werk ist der Gedichtband „Kraut und Arbes“, der kurz vor seinem Tod 1873 erschien. Jules Siber (* 30. Oktober 1871; † 24. Mai 1943 in Berlin) war Jurist, Schriftsteller, Komponist und Violinist. Er galt als „deutscher Paganini“ und „Sonderling auf der Violine“.
Der bekannteste Dettelbacher des 19. Jahrhunderts war Georg von Breunig (* 1. August 1855; † 6. Januar 1933). Er wurde als Georg Breunig in der Stadt geboren und 1907 nobilitiert. Zwischen 1912 und 1918 war Breunig letzter Staatsminister der Finanzen im Königreich Bayern. Als Bischof wirkte der Missionar Adalbero Fleischer (* 4. Januar 1874; † 19. März 1963), der zum Diözesan von Mariannhill aufstieg. Daneben war er als Apostolischer Vikar tätig. 1888 wurde in Dettelbach der spätere CSU-Politiker Kaspar Gottfried Schlör (* 17. Februar 1888; † 15. Oktober 1964) geboren. Er war Mitglied im Parlamentarischen Rat, der das Grundgesetz ausarbeitete.
Im 20. Jahrhundert entstammten der Stadt mehrere Künstlerinnen und Künstler. Franz Erasmus Spannheimer (* 7. November 1946; † 24. Januar 2019) war Komponist und Pianist. Ela Weber (* 13. März 1966) wurde Moderatorin in Italien. Die Schriftstellerin Susanne Glanzner (* 21. März 1977) tat sich als Schriftstellerin von Kinder- und Jugendbüchern hervor. Johannes Wende (* 1978) ist ein Filmwissenschaftler an der HFF München. Sebastian Schäfer (* 1979) zog 2021 als Bundestagsabgeordneter ins Parlament ein. Oliver Kienle (* 1982) ist ein deutscher Drehbuchautor und Regisseur. Er führte bei der Netflix-Verfilmung Isi & Ossi im Jahr 2020 Regie. Valentin Eichler (* 1980) ist ein bekannter Bratschist.

### Mit Dettelbach verbunden

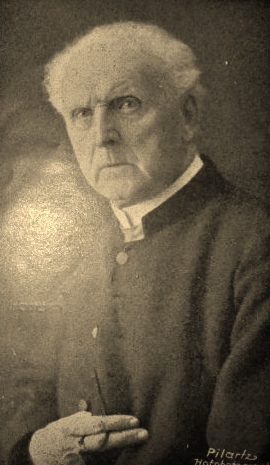
Pfarrer und Ehrenbürger Friedrich Roth

- Georg Hutter (um 1472–1531), Theologe und Büchersammler, Hutter vermachte dem Dettelbacher Spital seine Buchsammlung, wohl Straßenname „Hutergasse“
- Hans Sachs (1494–1576), Schuhmacher und Meistersinger, Sachs besuchte in den Jahren 1557 und 1558 die Stadt und verfasste fünf Reimschwänke und ein Fastnachtsspiel über die Stadt, darunter „Der bawern aderlaß sambt eynem zanbrecher“ und „Die dollen Bauern zu Dettelbach“[56]
- Wilhelm von Grumbach (1503–1567), Reichsritter und Amtmann von Dettelbach und Stadtschwarzach 1528–1531 und 1541–1544
- Georg Meder (1536–1599), Dichter und Astronom, Meder lebte vor 1577 in Dettelbach und veröffentlichte hier seine Schreibkalender
- Eucharius Sang (um 1556–1620), Weihbischof und Schriftsteller, verfasste das sogenannte Mirakelbuch von Dettelbach
- Lazaro Agostino (1570–1642), Maurermeister und Baumeister, Agostino war maßgeblich an der Errichtung der Dettelbacher Wallfahrtskirche beteiligt
- Dettelbacher Bildstockmeister († nach 1612), Notname eines unbekannten Bildhauers, dessen Werkstatt wohl in Dettelbach zu finden war
- Georg Heydt (1619–nach 1665), Maler, Heydt lebte in Dettelbach und war Mitglied des Rates
- Augustin Bossi (1740–1799), italienischer Stuckateur, wohnte in Dettelbach
- Johann Michael Then (1814–1894), Politiker (Bayerische Patriotenpartei), Then war außerdem Bürgermeister Dettelbachs und starb im Ort
- Expeditus Schmidt (1868–1939), Franziskaner und Schriftsteller, Schmidt wirkte als Lektor und Professor in der Dettelbacher Klosterschule[57]
- Friedrich Schnack (1888–1977), Schriftsteller, Schnack wuchs zusammen mit seinem Bruder Anton im Haus Bamberger Straße 11 auf
- Karl Mader (1890–1963), Politiker (SPD), Mader war 1956 bis 1963 Zweiter Bürgermeister von Dettelbach und starb im Ort
- Anton Schnack (1892–1973), Schriftsteller, Schnack wuchs zusammen mit seinem Bruder Friedrich im Haus Bamberger Straße 11 auf
- Hans Kleider (1905–1966), Unternehmer, Kleider gründete 1959/1960 das Kalksteinwerk Franz J. Hovestadt/Hans Kleider, Straßenname „Hans-Kleider-Straße“
- Karl Schlör von Westhofen-Dirmstein (1911–1997), Aerodynamiker und Konstrukteur des Schlörwagens, Schlör von Westhofen-Dirmstein wuchs in Dettelbach auf[58]
- Karlheinz Deschner (1924–2014), Schriftsteller, Deschner besuchte das Internat im Franziskanerkloster, er setzte sich kritisch mit dieser Zeit in seiner Autobiographie auseinander, wobei er Dettelbach als „Trauma seiner Kindheit“ bezeichnete[59]
- Hans Bauer (1944–2022[60]), Lehrer und Heimatforscher, Bauer verfasste 1977 seine Dissertation über die Stadt Dettelbach und wirkte in der Folgezeit als Stadtarchivar[61]
- Roger Bischoff (* 1947), Bildhauer und Maler, Bischoff unterhält seit den 1990er Jahren ein Atelier in Dettelbach, seine Skulpturen aus Bruchstein prägen das Stadtbild

### Ehrenbürger
- Leopold Bing (* 1819, Ernennung 1887, † 1894), Arzt, betreute die Verwundeten der Kriege 1866 und 1870/1871[62]
- Friedrich Roth (Ernennung 1895), Pfarrer von Dettelbach (1885–1895), Stifter
- Franz Fenn (* 1820, Ernennung unklar, † 1905), Pfarrer in Laibach[63]
- Luitpold Baumann (* 1844, Ernennung 1896, † 1919), Bürgermeister und Abgeordneter
- Michael Göbel (* 1860, Ernennung 1896, † 1950), Oberlehrer in Dettelbach, Autor, Straßenname: „Michael-Göbel-Straße“
- Konrad Lippert (* 1847, Ernennung 1925, † 1927), Pfarrer von Dettelbach (1895–1925), Stifter
- Anton Hartmann (* 1861, Ernennung 1930, † 1938), Regierungsrat am Rentamt Dettelbach
- Michael Hauser (* 1891, Ernennung 1932, † 1941), Fabrikant in Augsburg, Stifter
- Burkhard Weißenberger (* 1885, Ernennung 1958, † 1962), Pfarrer von Dettelbach (1937–1958)
- Karl Wolf (* 1878, Ernennung 1958, † 1964), Oberlehrer von Neuses am Berg und Dettelbach, Stifter[64]